# PopCorn

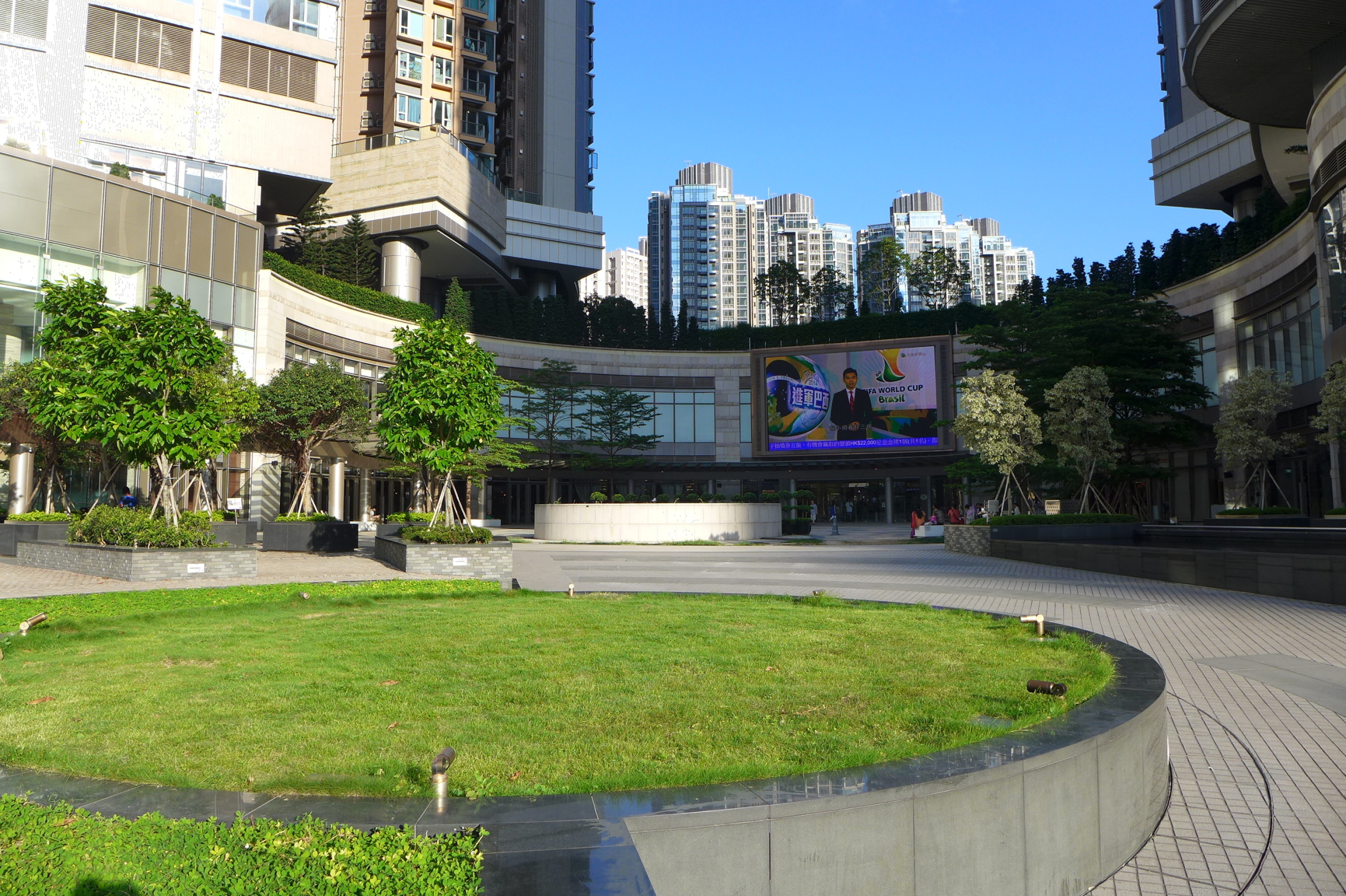
PopCorn商場一樓設演薈廣場，設有特大高清螢幕電視，方便舉行大型活動

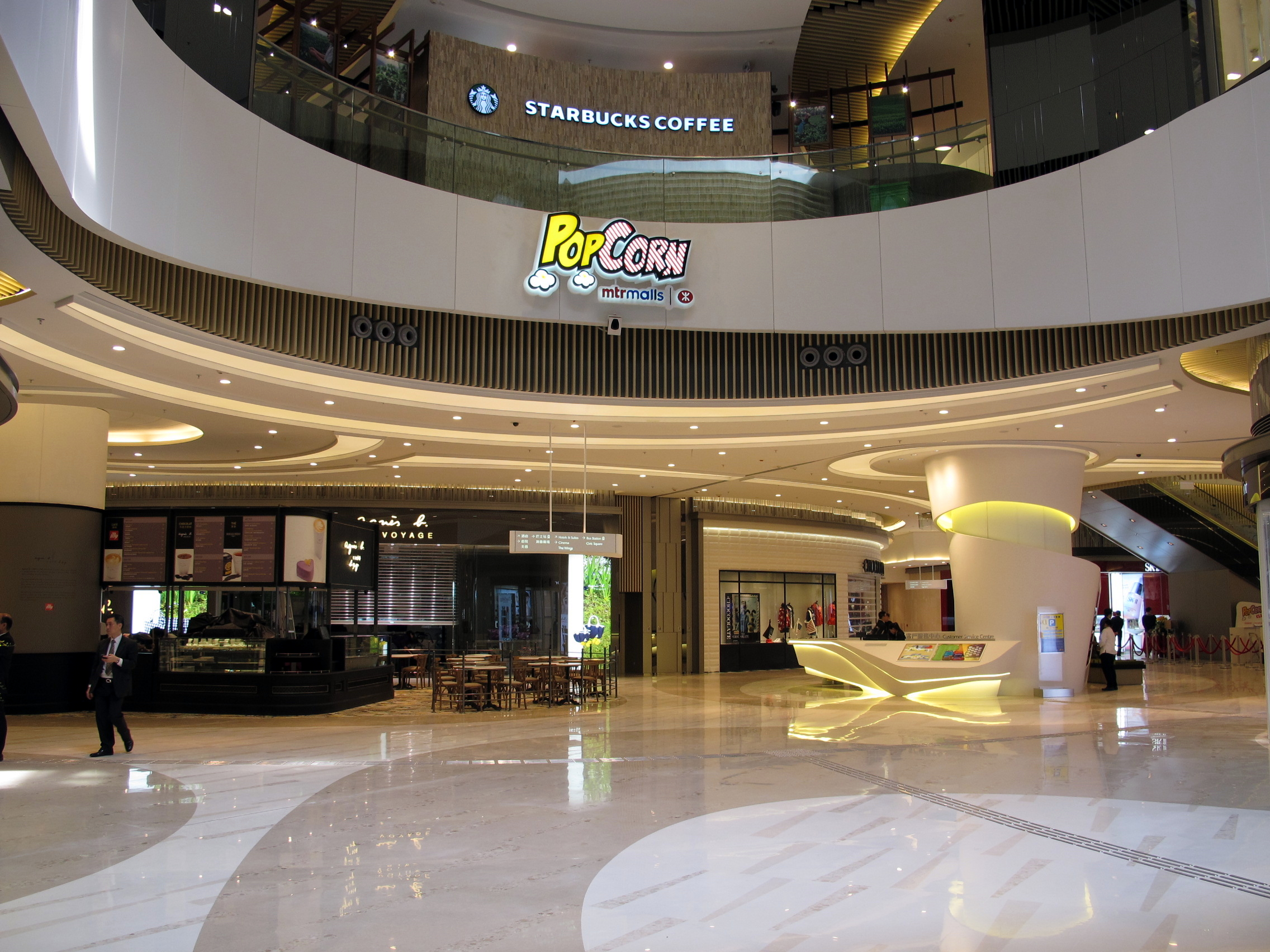
PopCorn商場主入口

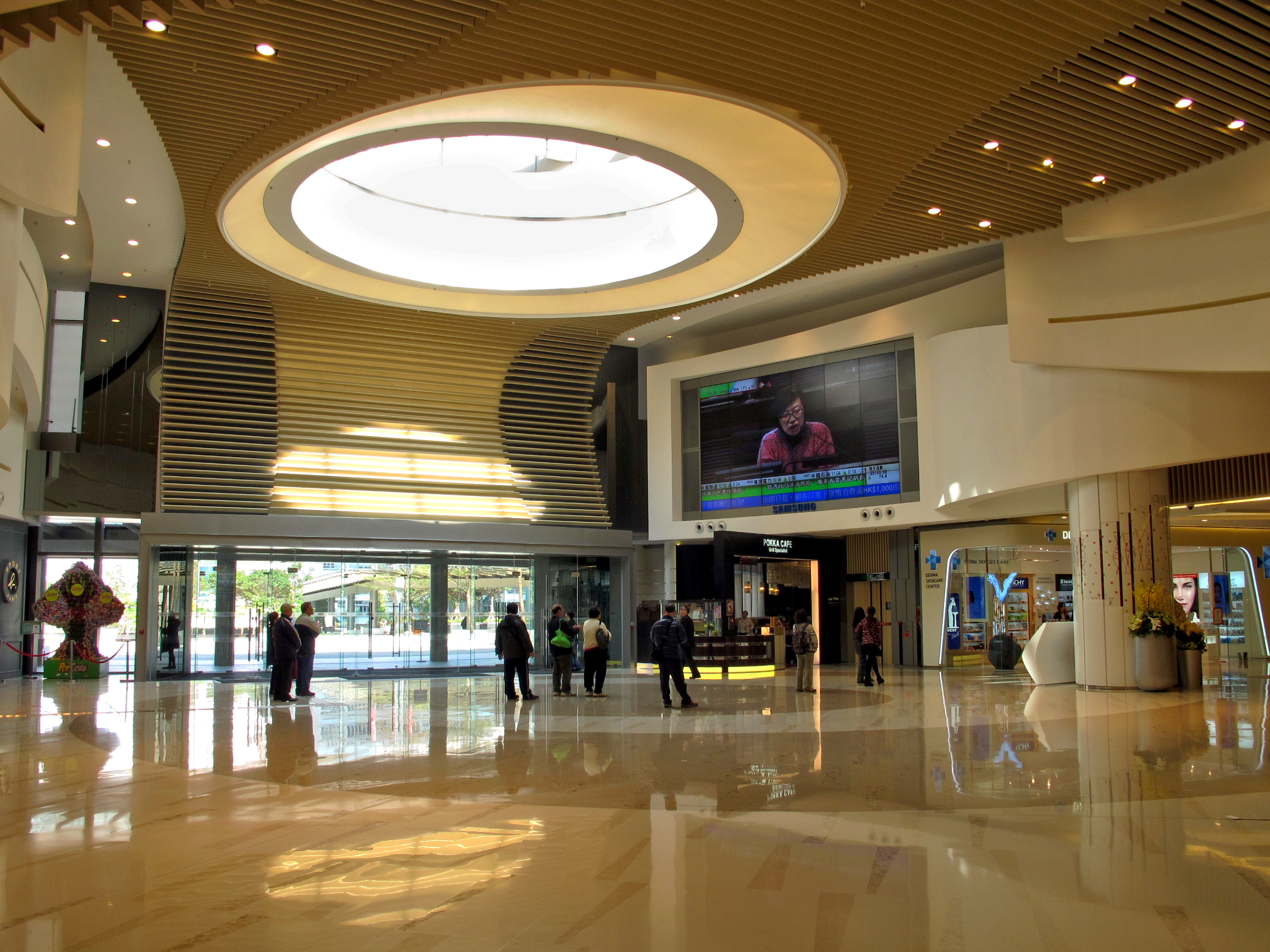
一期商場主中庭，常用作表演用途

PopCorn是港鐵旗下的商場，位於香港新界西貢區將軍澳市中心，商場位處於將軍澳站旁，一期商場上蓋為大型屋苑天晉及兩間酒店（香港九龍東皇冠假日酒店，星峰薈（VEGA Suites）），而二期商場上蓋為君傲灣。商場面積達400,000平方呎，當中第一期佔地200,000平方呎，而第二期佔地156,000平方呎，部份範圍採用街舖設計，場內裝修走高檔格調，參考同系大型高級商場圓方。場內設99間零售商店、食肆及設6個銀幕的MCL STAR Cinema戲院，於2012年3月31日試業。

## 簡介
PopCorn以東九龍甲級寫字樓客群、年輕中產及上蓋酒店住客為目標客戶群。商場首期設超過100間商店，約25%店舖為化妝品店，另有30%樓面為創新食肆。另外，商場亦設有MCL旗下的Star Cinema戲院，總面積為20,570平方呎，是將軍澳區第二間戲院。該戲院設共有6間影院，合共提供622個座位。六個影廳當中，其中四個設有放映3D電影的設備，而部份影廳也引入了環迴立體聲、超低音頻震動座椅，設施與九龍站圓方商場的Premiere Elements （前The Grand）戲院相若。戲院亦設New York Fries薯條專門店(現為BURGER REPUBLIC)以及售賣電玩、影碟和電影主題產品的精品專門店。
PopCorn第二期位於君薈坊的20萬方呎樓面，將原有商場和第一期合併營運，商場商戶組合重組已於2013年6月完成。10月進行大型翻新，工程已在2014年中完成。
雖說上蓋酒店住客為目標客戶群，不過有報導指，上蓋酒店住客實際光顧率低，大部份不會於此處消費。
中午十二時至下午兩時半及下午六時至八時半在商場內嚴禁運送貨物。

## 名稱
據港鐵投資物業主管梁羨靈解釋，PopCorn（爆谷，Popular Corner）是老少咸宜的大眾化食品，更是消閒良伴，這也是集團對新商場的期許。因此透過這名稱，希望為區內居民提供日常消費外，更進一步提供娛樂休閒服務。

## 設計

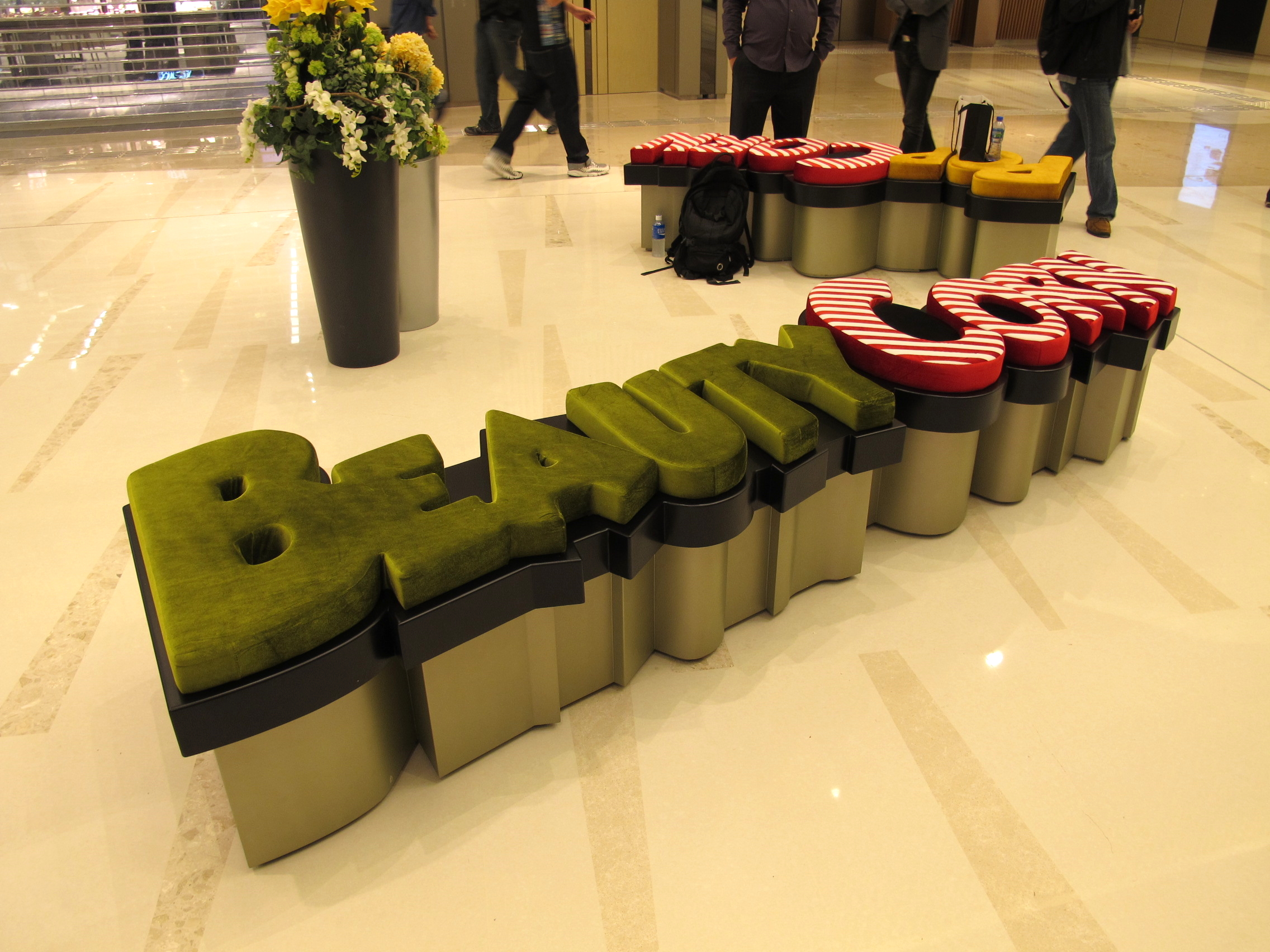
商場利用梳化座位作為分區標示功能

商場地下採用高樓底設計，並採用水滴及漣漪弧形線條假天花。外牆則用具層次的灰鏡及木條美化商場。洗手間入口參考同系大型高級商場「圓方」 ，設置梳化給遊人休憩。場內每個區域都有公共梳化座位，這些座位更可作宣傳區域功能（分為Fashion Corn、Gift Corn、Treasure Corn、Sports Corn、Beauty Corn、Digital Corn、Food Corn及Movie Corn 八個區域）。唯到2014年4月起部份梳化座位已更換為新款式。

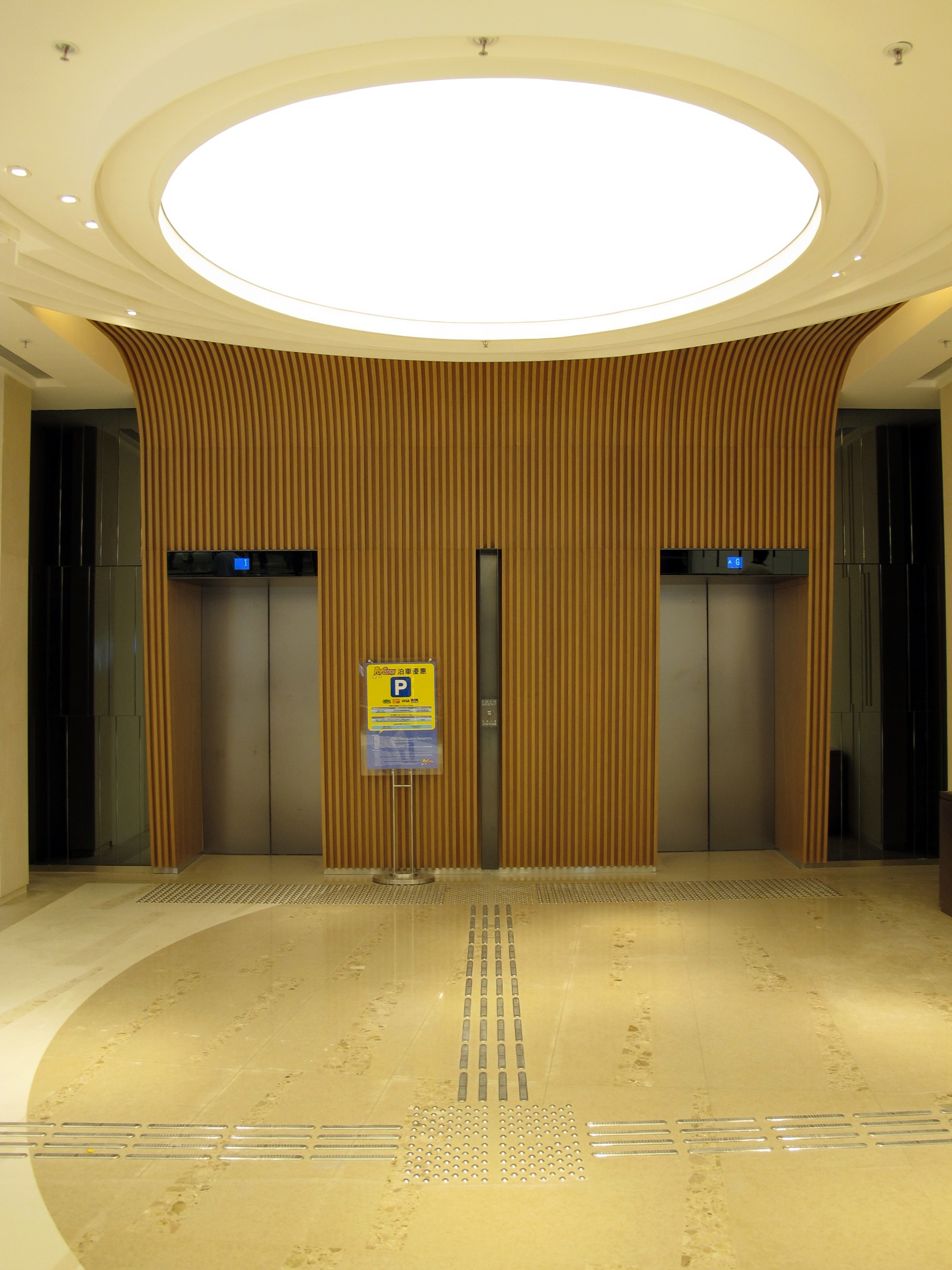
升降機大堂
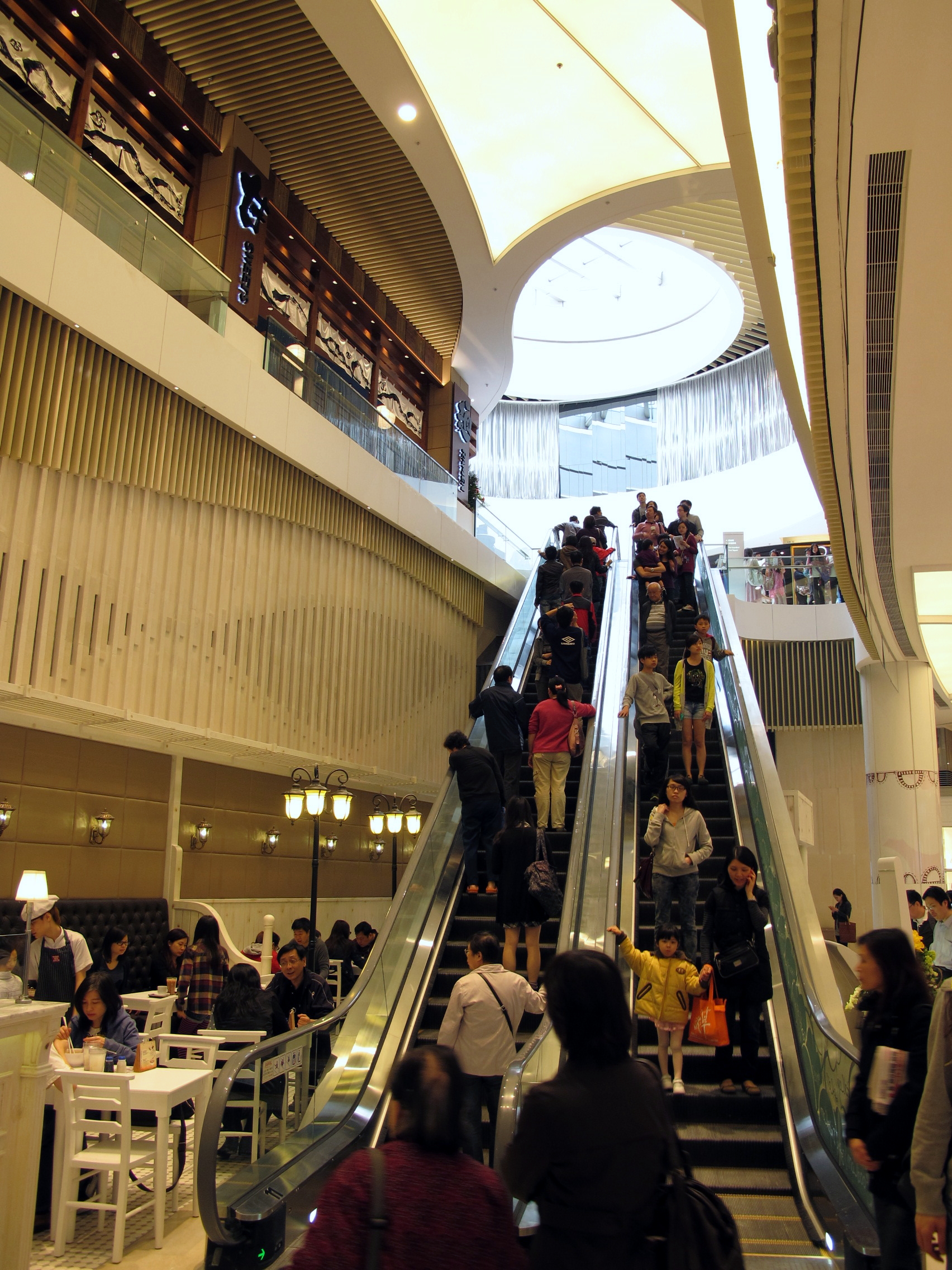
商場採用流線型假天花，外牆用具層次的木條美化商場
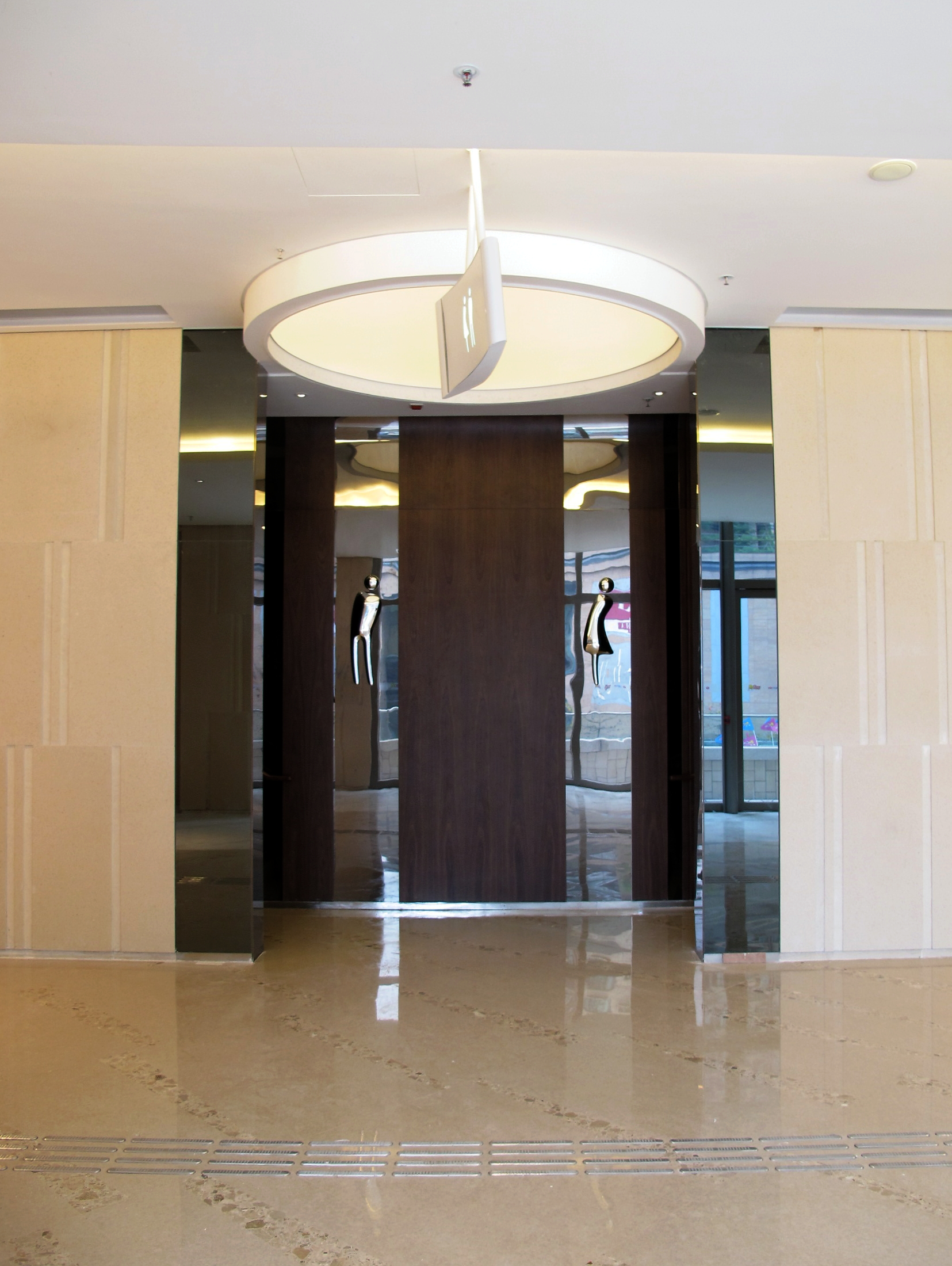
洗手間入口設計參考同系大型高級商場圓方
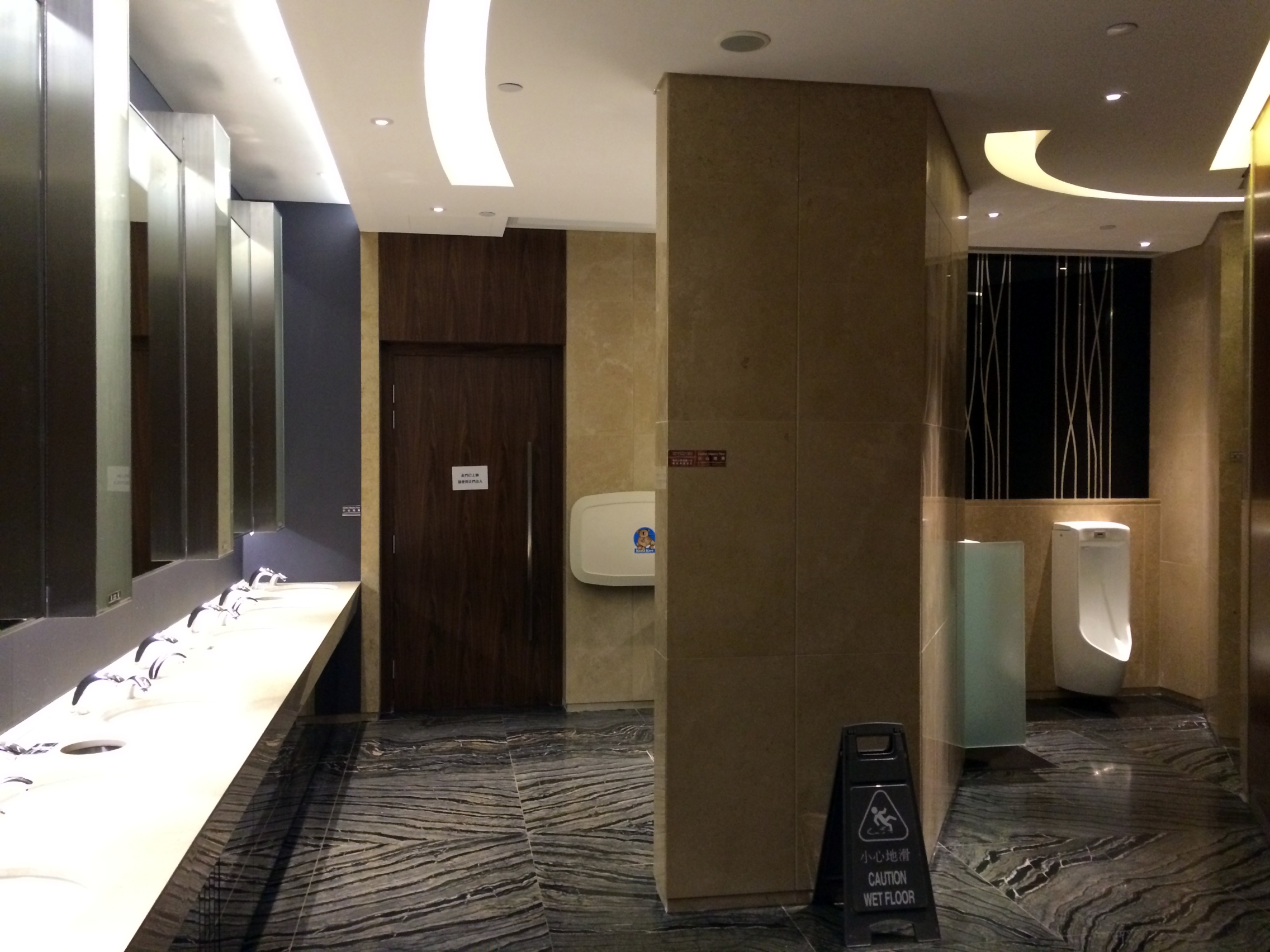
洗手間內採用豪華裝修

## 商場結構
PopCorn分為兩期，第一期名為PopCorn 1，而第二期名為PopCorn 2。

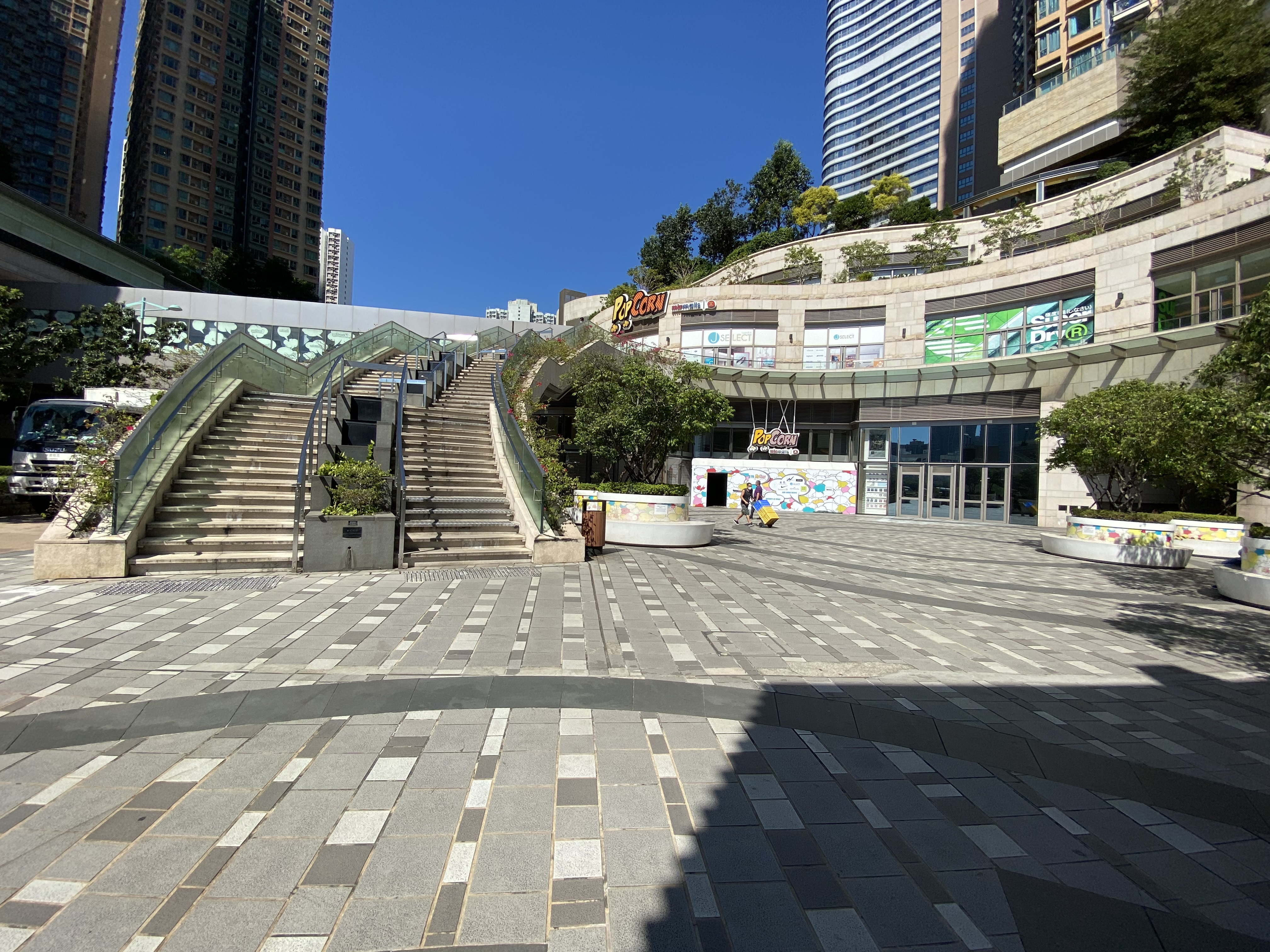
一期商場外觀，近唐賢街位置
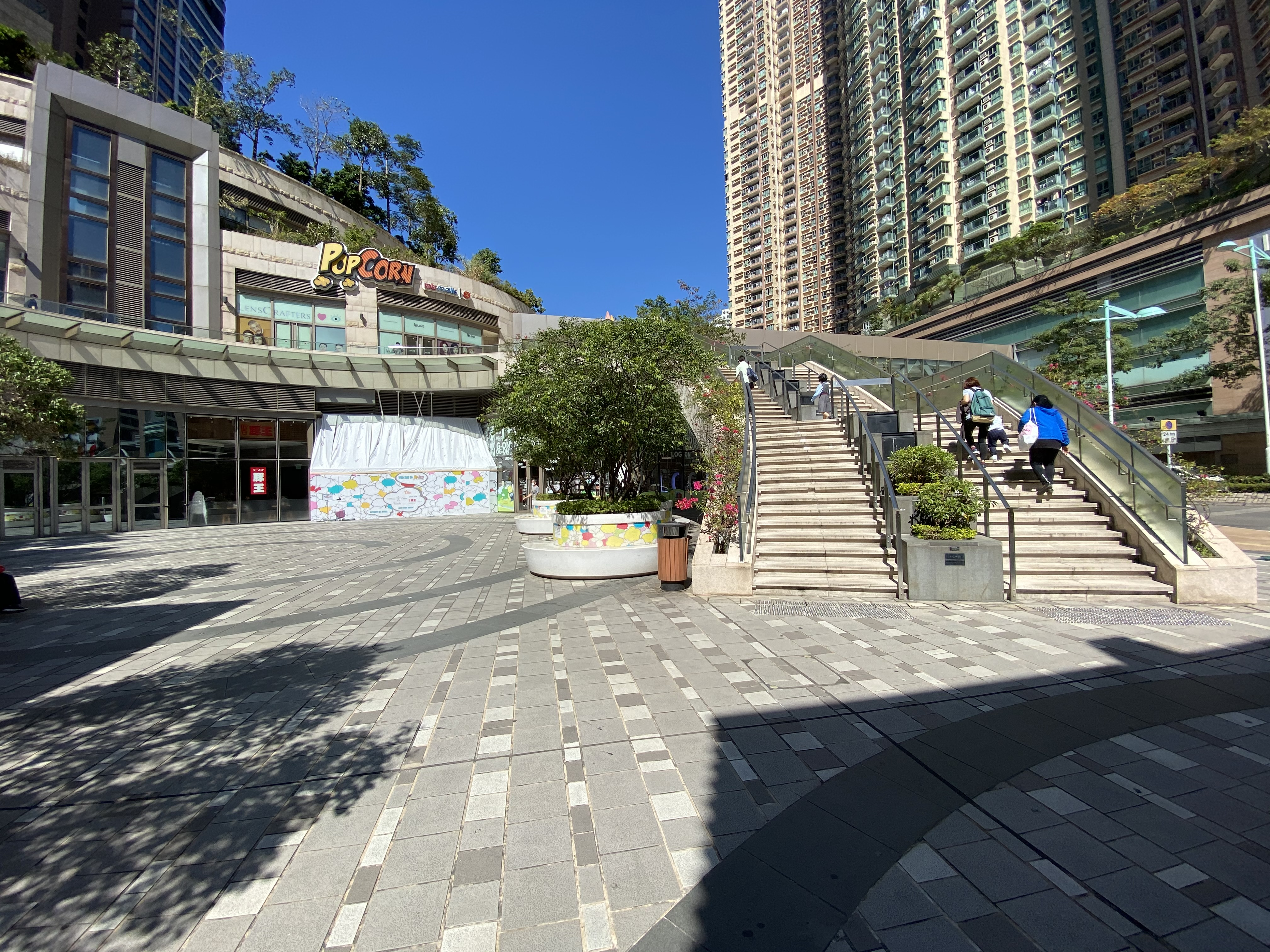
一期商場外觀，近唐俊街位置
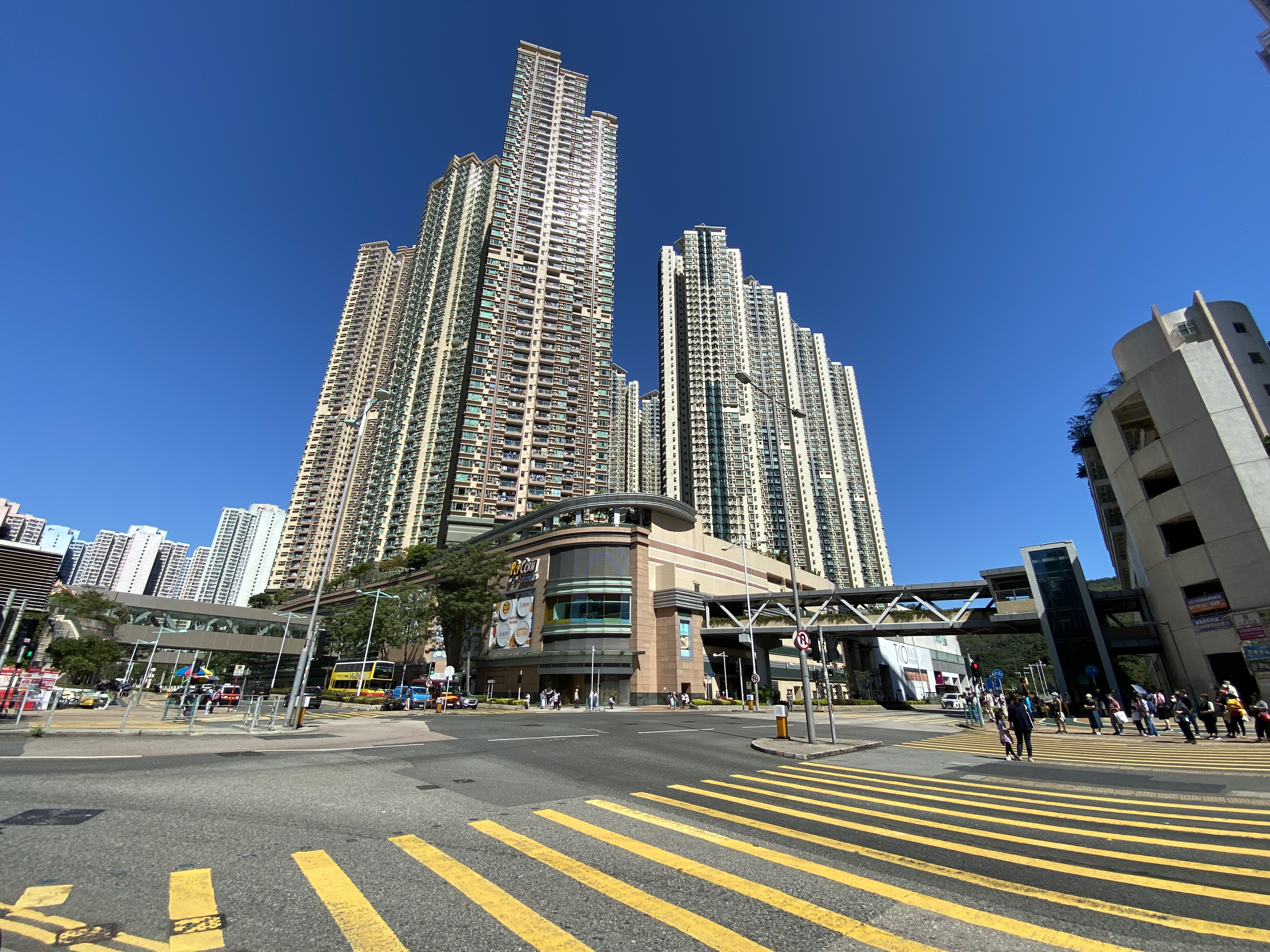
二期商場（前稱君薈坊）外觀

### PopCorn 1

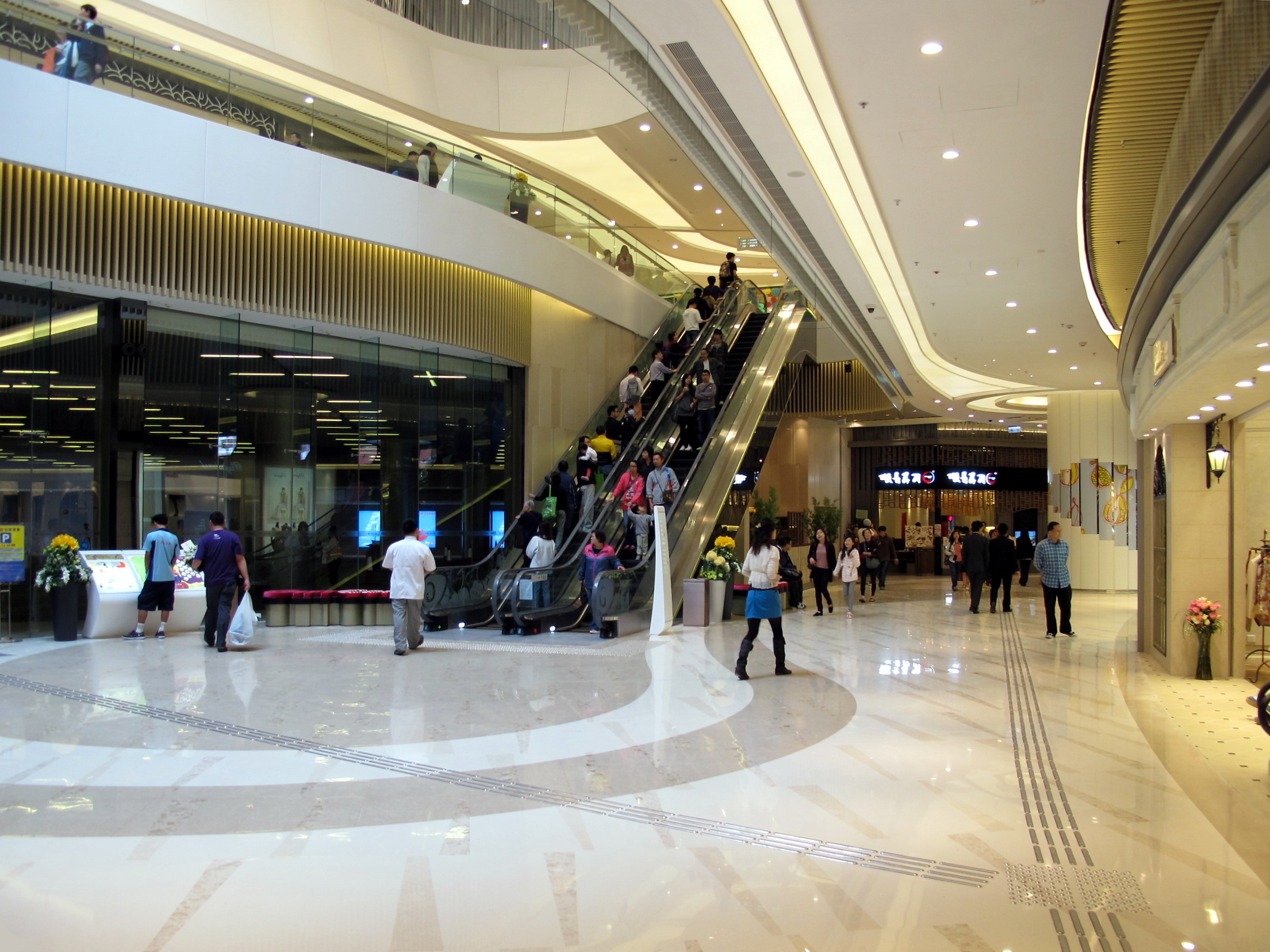
商場地下（2012年）

一期樓高三層，另設地庫停車場。地下設有出入口通往將軍澳站及將軍澳站公共交通交匯處，另在將軍澳站A1出口及B2出口附近各設一個出入口。根據港鐵公司的招商資料，一期地下設有室內上落客區。一樓像圓方般設有演薈廣場（Civic Square）以及露天綠化區。一期商場時常舉辦不同活動，例如Pop Music Live 音樂會、義賣會、展覽會等。 
- 地下

地下主要以時裝為主，包括本地時裝Jipi Japa(已結業)、Playlord(已結業)、charcoal grey(已結業)、Staccato、mi-tu及Extravaganza(已結業)；i.t 旗下的:CHOCOOLATE(已結業)及b+ab(已結業)。該:CHOCOOLATE分店更設家品售賣，包括廚房用品及睡房用品。其餘時裝品牌包括agnès b. VOYAGE(已結業)、日本時裝Lovedrose(已結業)、Patrick Cox(已結業)、Porter International(已結業)及Sinequanone(已結業)。該層亦設多間化妝品店，包括Clarins(已結業)、Dior、Estee Lauder、Lancôme(已結業)、KIEHL'S SINCE 1851、SK-II(已結業)、The Body Shop及法國Melvita護理店(已結業)。其餘商戶包括 CD Warehouse(已結業)、周大福、周生生、勞力士（附屬於周生生）以及生活百貨店LOG-ON和Hallmark(已結業)。
地下設7間食肆，包括譽居、Greyhound cafe(已結業)、茶木、agnès b. Cafe L.P.G.、土司工坊（Toast Box）、豚王、crostini(已結業)及simplylife cafe。 
地下設有天晉住宅大堂（該處2012年3月至2012年12月放置了天晉樓盤模型），亦設行人通道連接商場上蓋兩間酒店（香港九龍東皇冠假日酒店及香港九龍東智選假日酒店）。

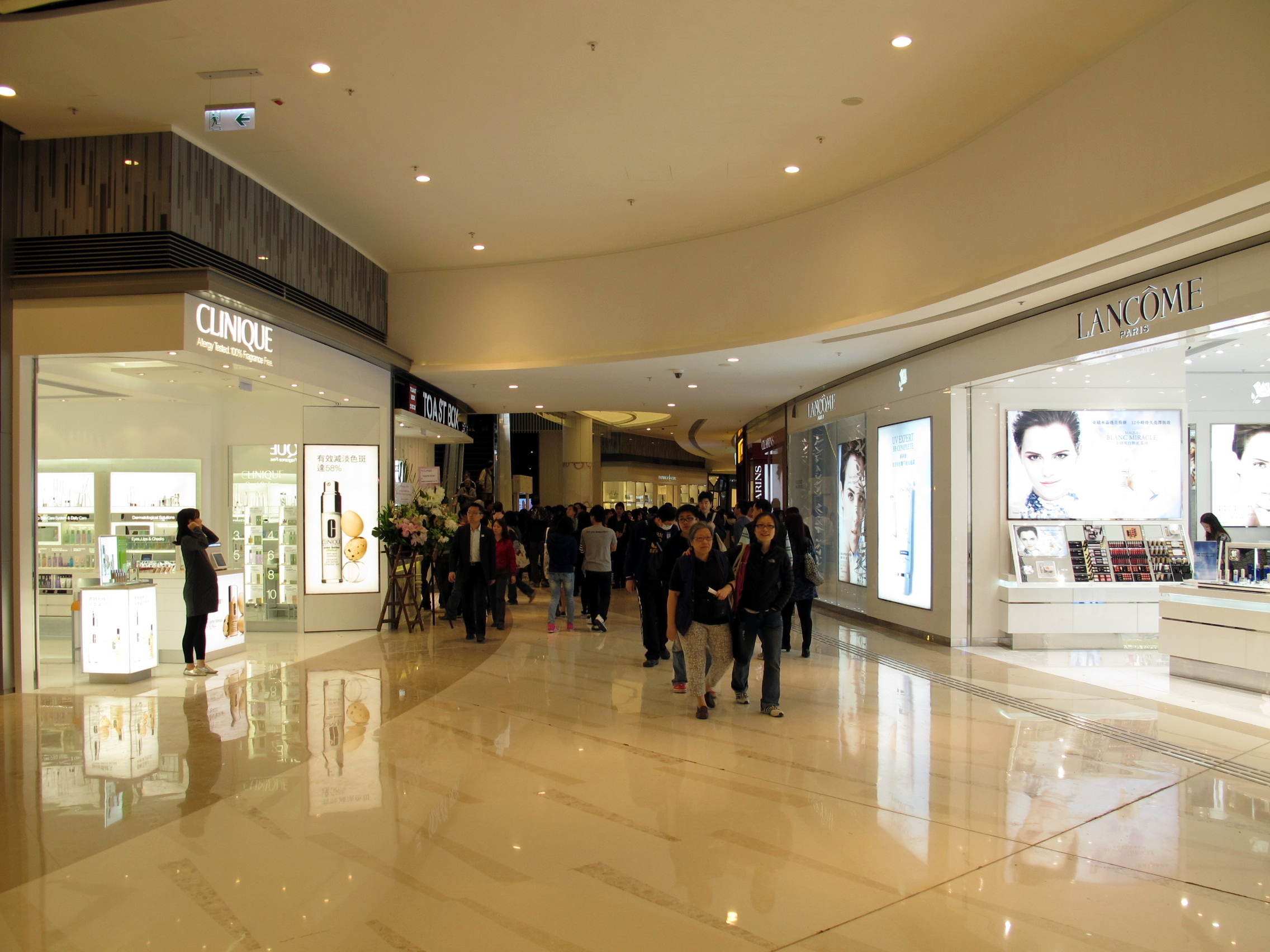
地下設多間化妝品店
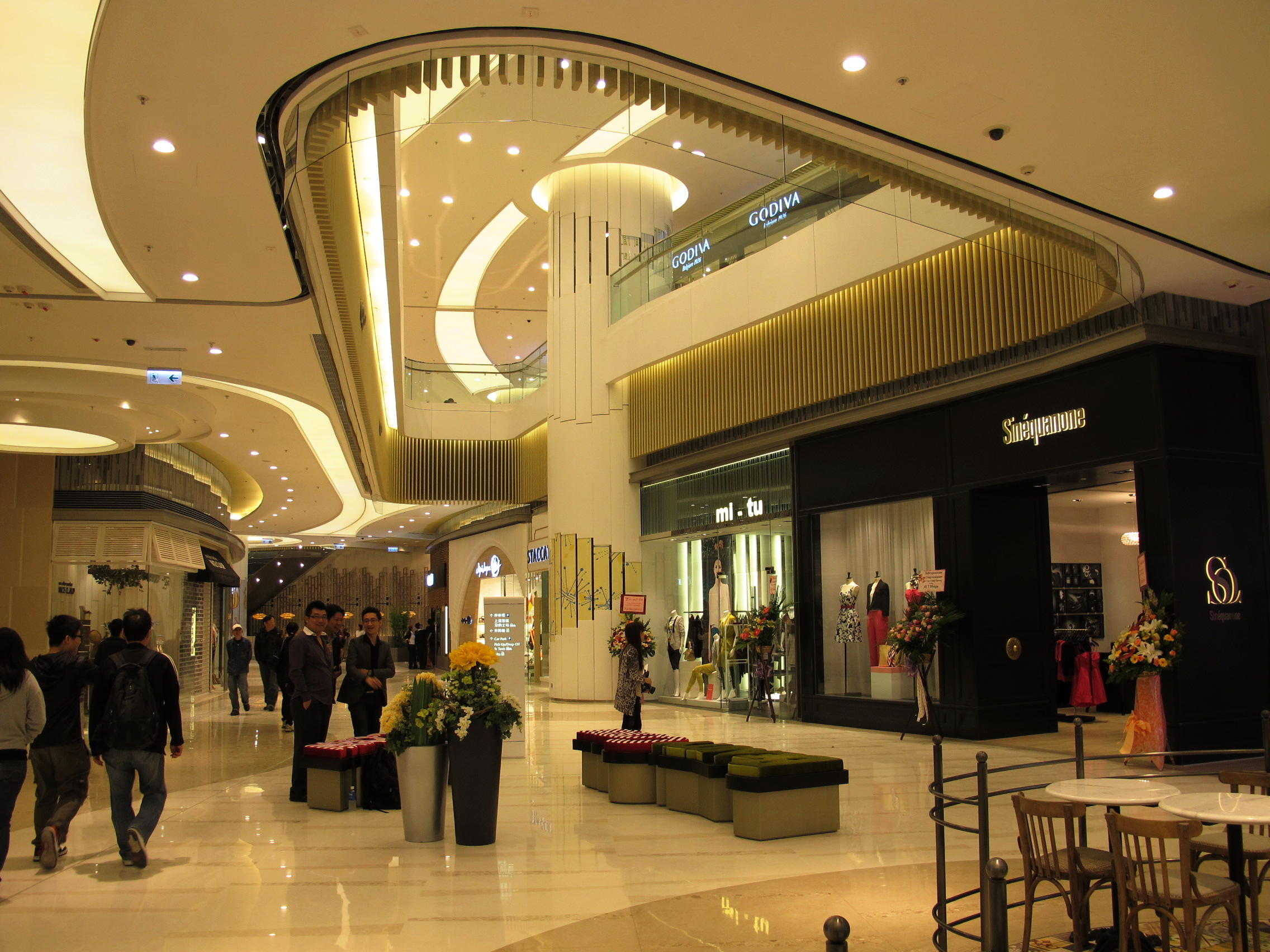
地下採用高樓底設計
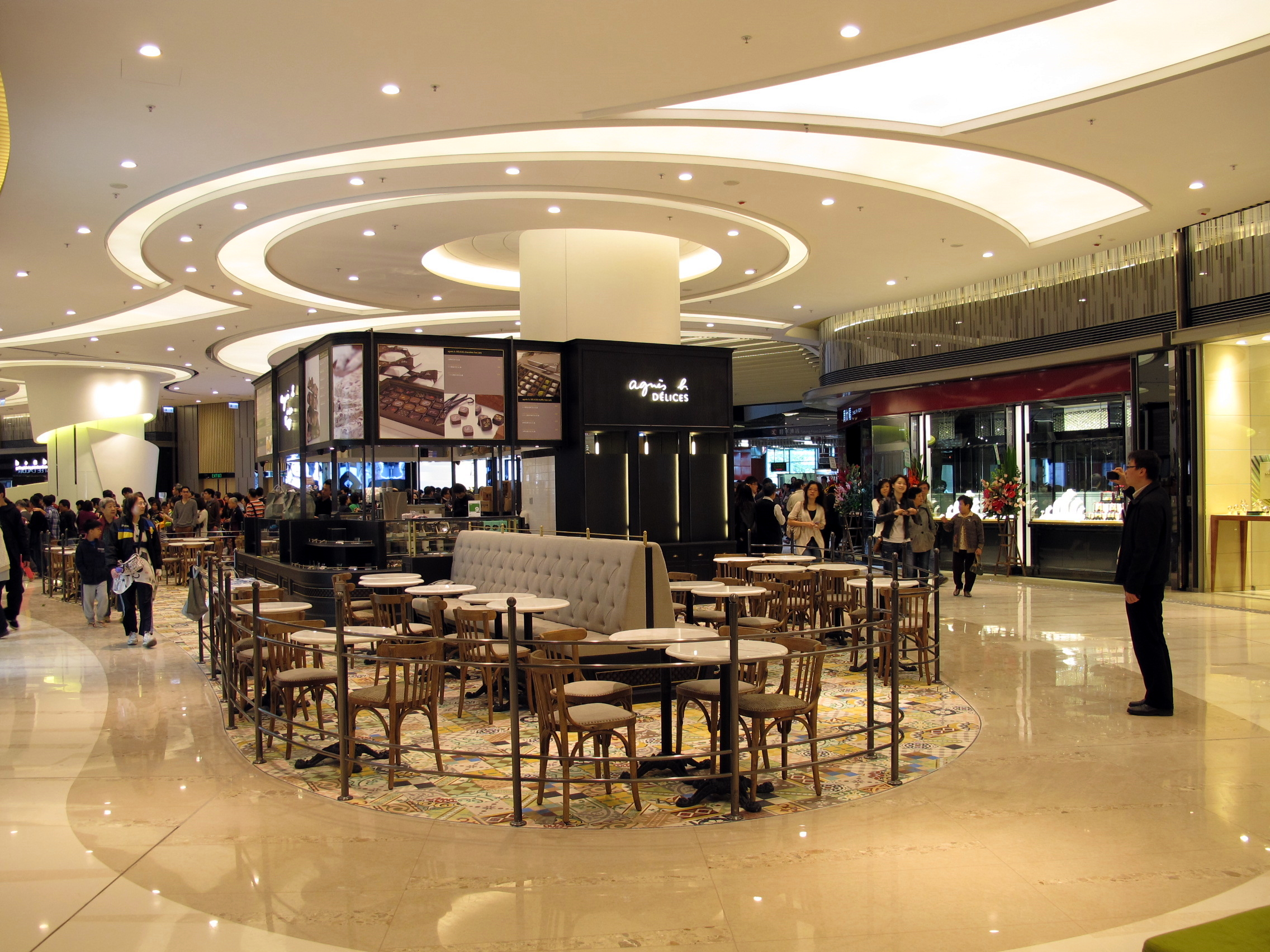
agnès b. Cafe L.P.G.及DÉLICES
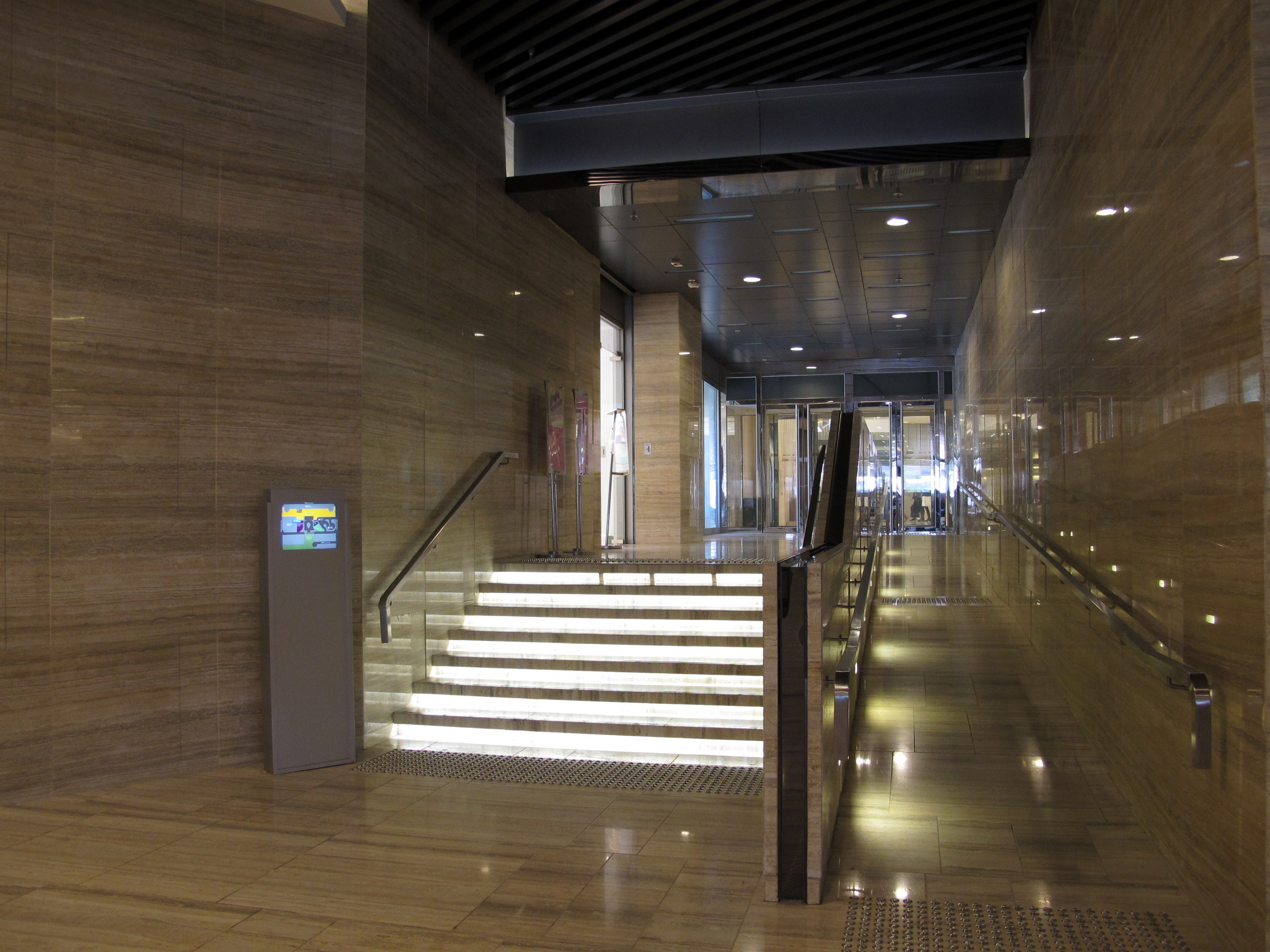
商場設有行人通道連接商場上方兩間酒店

- 一樓

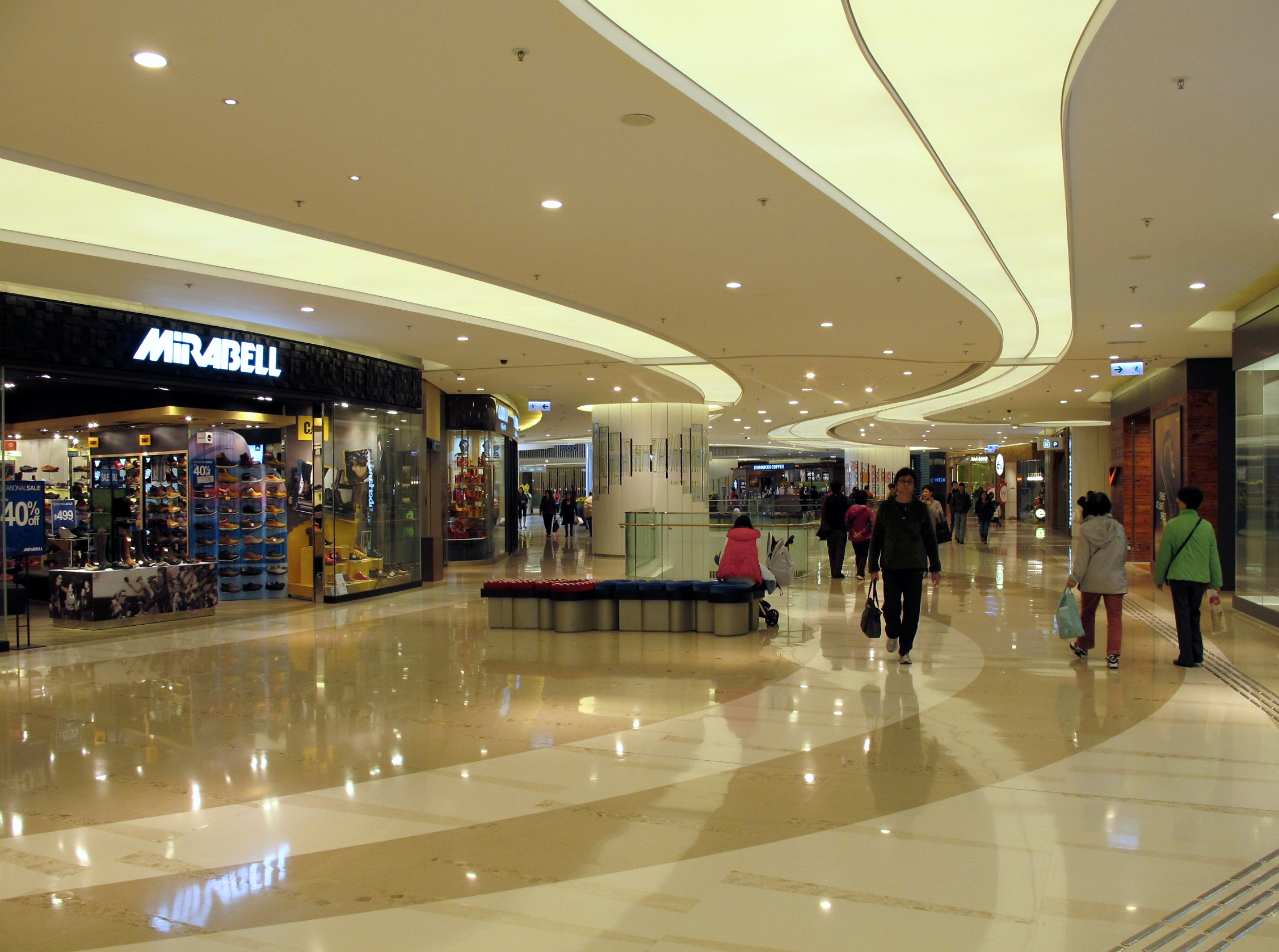
商場一樓

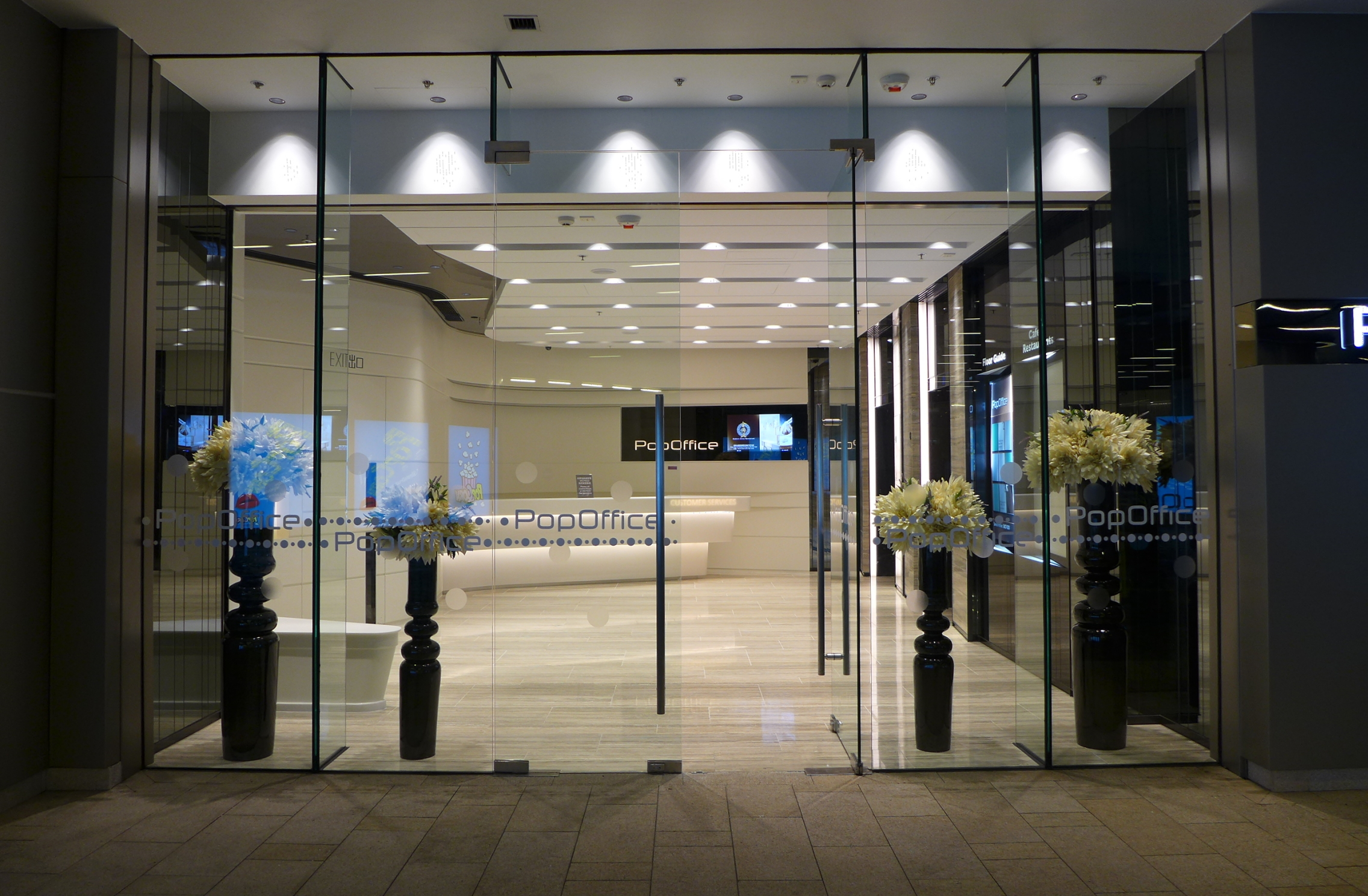
地下PopOffice升降機大堂

一樓亦設多間本地時裝品牌，包括bread n butter(已結業)、MIRABELL(已結業)、TOUGH Jeansmith(已結業)、Salad(已結業)、FOCUS(已結業)、initial、k.a.t(已結業).、PIT(已結業)、Bossini(已結業)、Fila、lnitial、Timberland(已結業)。
該層亦設多間鐘表及眼鏡店，包括Image Optical、City Chain、眼鏡88、OLens。
其餘商戶包括運動品牌Nike、adidas、K-SWISS(已結業)及Royal Sporting House(已結業)；New Vision(已結業)及EZAMPLE電器店(已結業)；萬寧、Derma Skincare Center(已結業)及II Colpo(已結業)。
一樓設有MCL旗下的The Star Cinema戲院，總面積為20,570平方呎，共設6間影院，合共提供624個座位。戲院亦設New York Fries薯條專門店(現為BURGER REPUBLIC)以及售賣電玩、影碟和電影主題產品的精品專門店。
一樓設8間食肆及1間餅店，包括翡翠拉麵小籠包、四季文昌(已結業)、GODIVA、鮨千寿、芽莊、Starbucks、Paper Stone (已結業)、天仁茗茶、奇華餅家。
一樓設有多條行人天橋連接將軍澳站附近屋苑商場，包括商場二期部份、將軍澳中心、天晉II、PopWalk、香港科技大學賽馬會大樓、天晉IIIA、PopWalk 2及TKO Spot。

### 演薈廣場

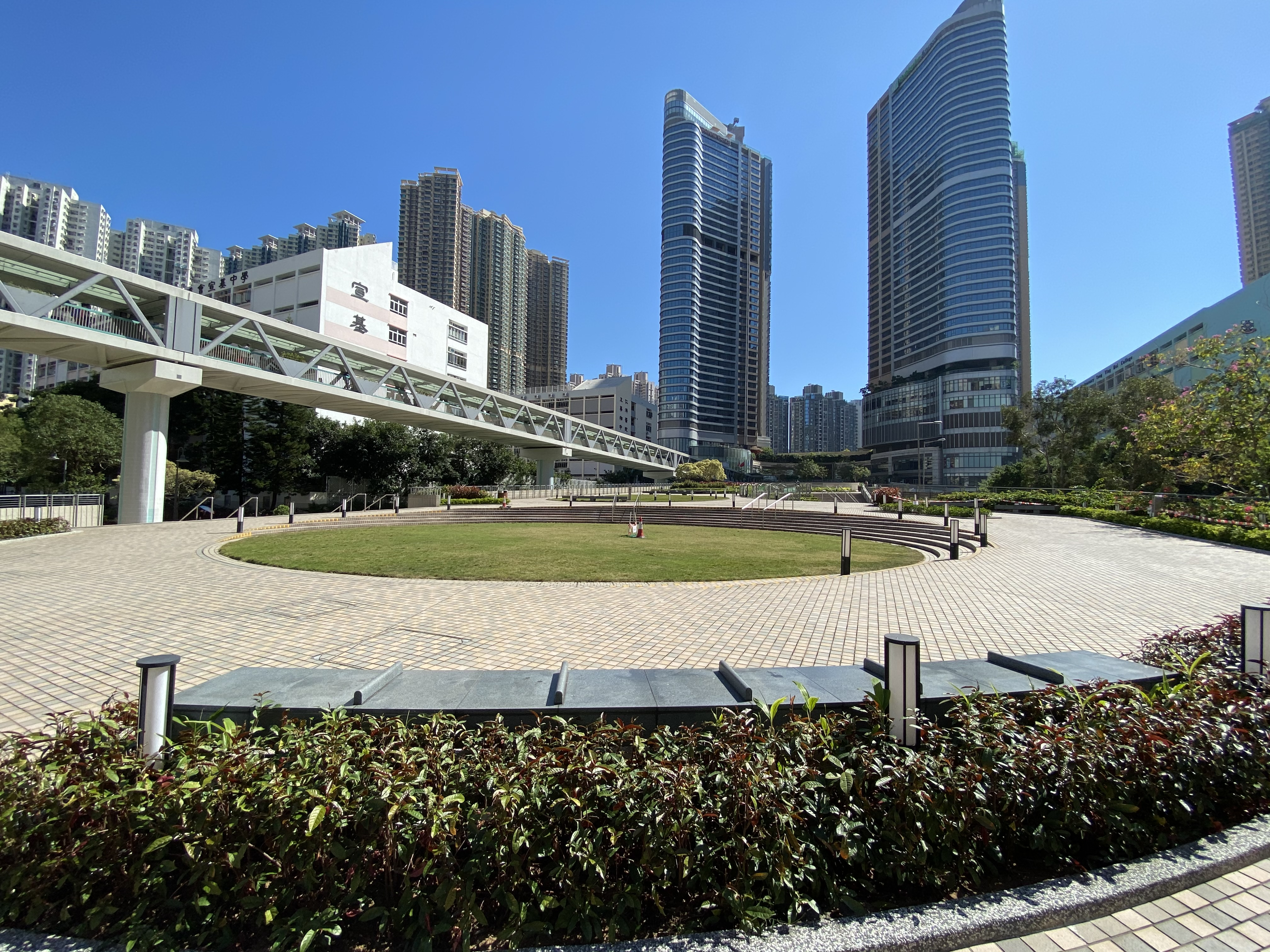
PopCorn演薈廣場與唐明街公園，設有行人天橋至尚德邨商場

一樓戶外設有演薈廣場，除設有特大高清螢幕電視外，亦成為商場舉行大型活動的主要場地。廣場原設跳躍噴泉，唯至今一直沒有對外開放。到2016年起，原有的兩個水池亦已荒廢停用。
演薈廣場對出為唐明街公園，長約195米，遊人可由演薈廣場步行行人天橋至尚德邨。

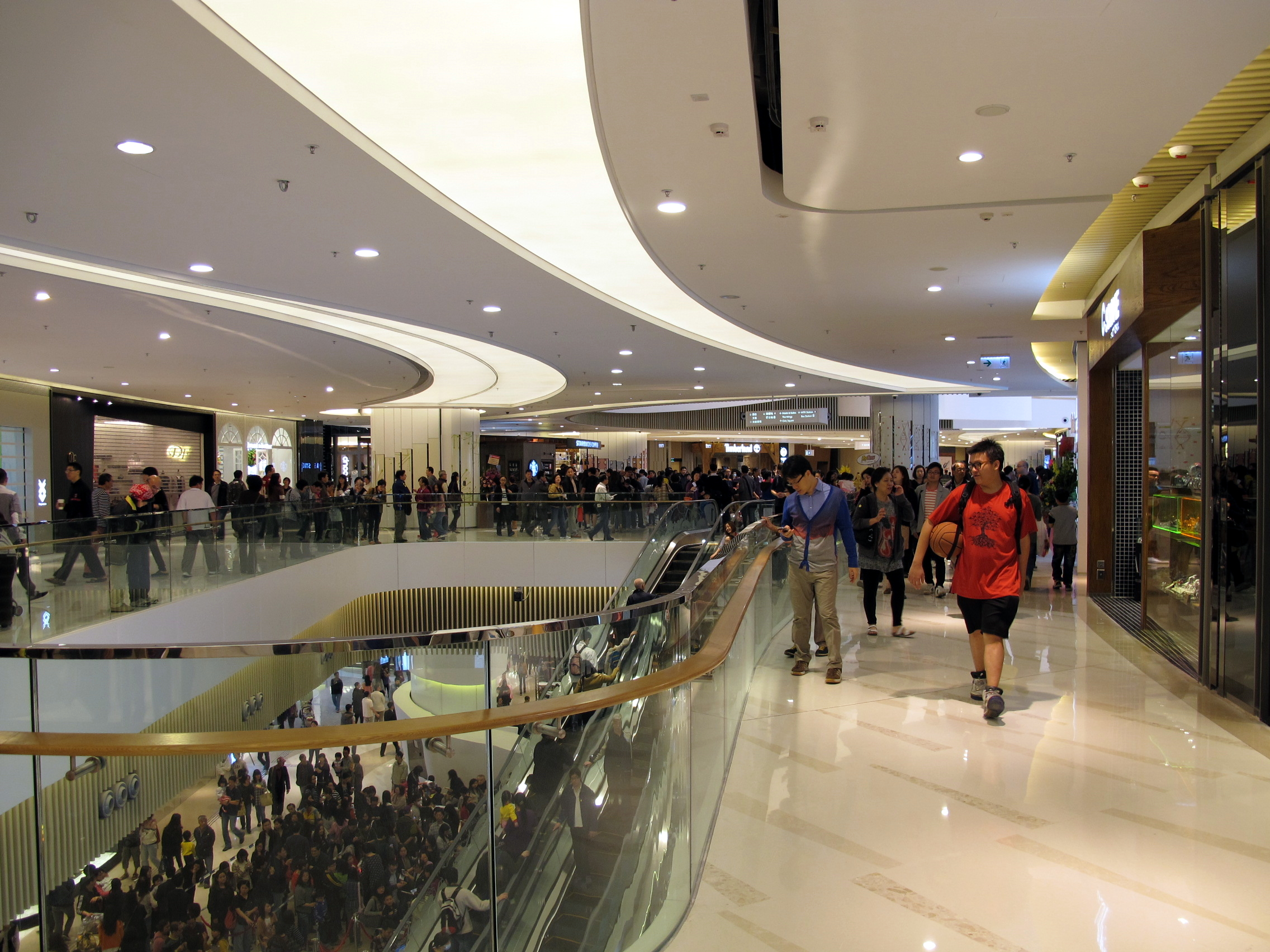
商場1樓通道
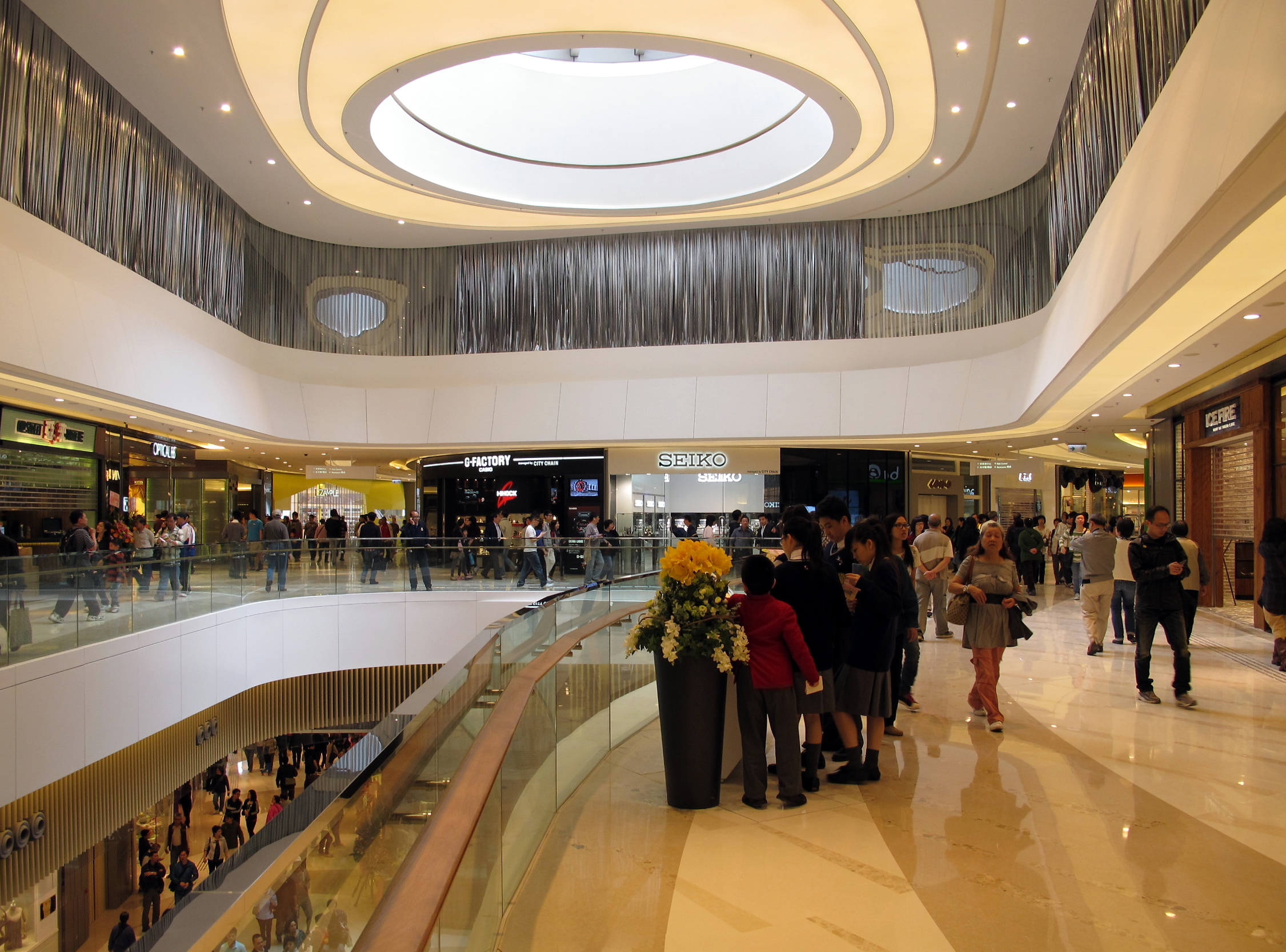
商場中庭可見1樓及2樓預留空間
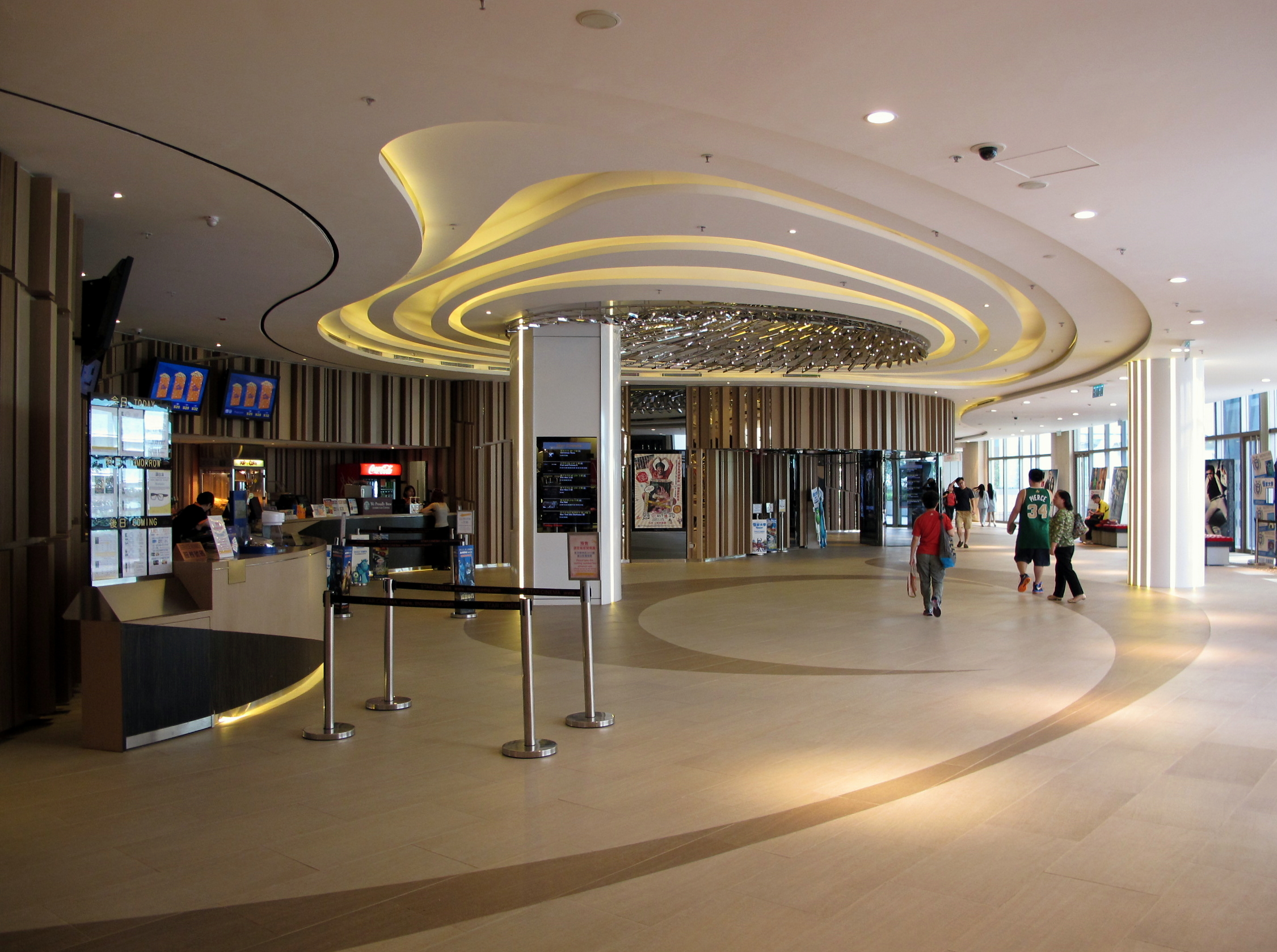
The Star Cinema戲院
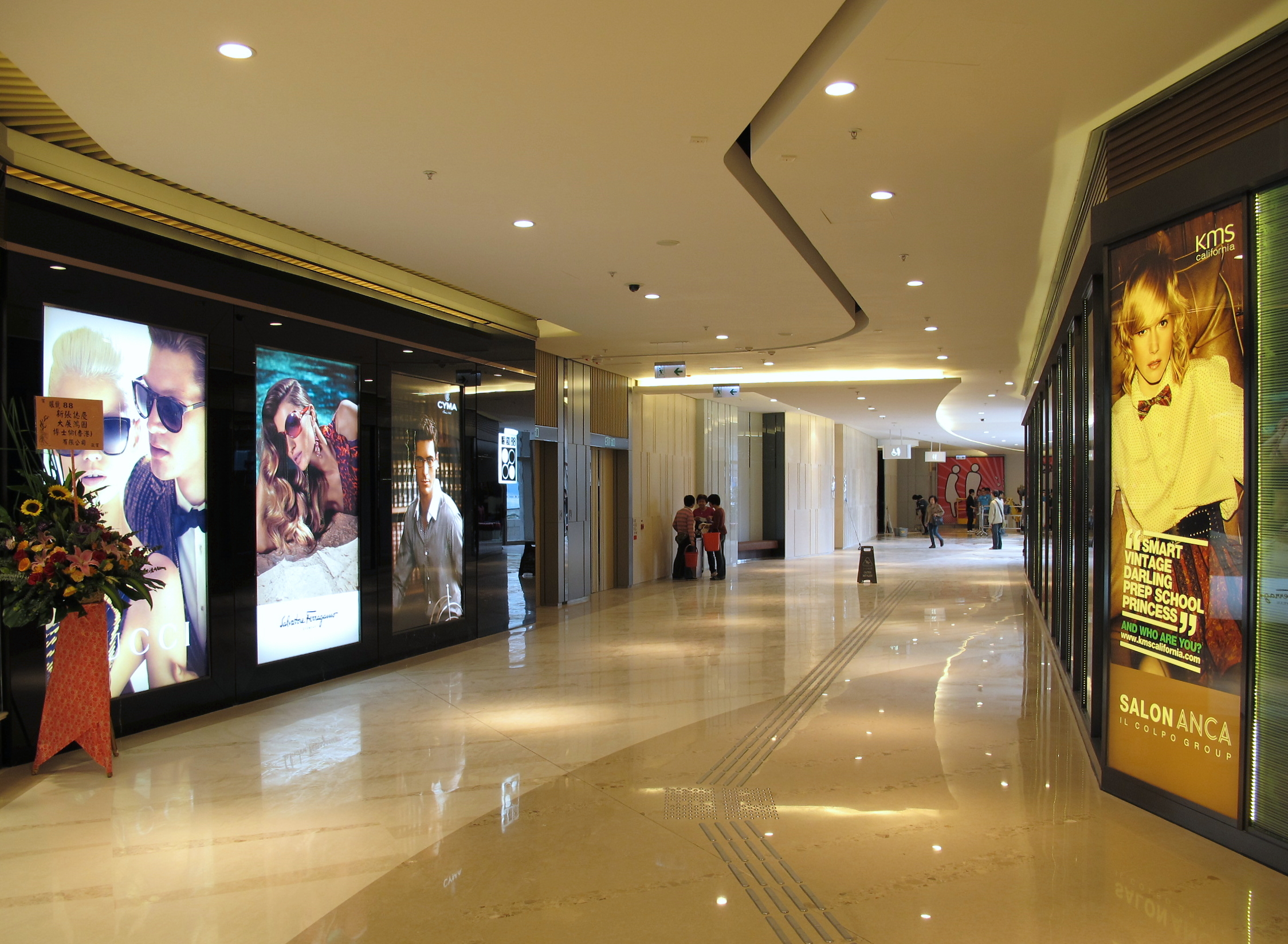
商場已興建行人天橋接駁到天晉IIIA及PopWalk 2

- 二樓 PopOffice

西面部份原打算作甲級寫字樓用途，不過可能設計上難以租出，升降機及升降機大堂到2014年初才完工，現時租戶為中原地產以及Bossini的總部（2015年4月8日啟用）。

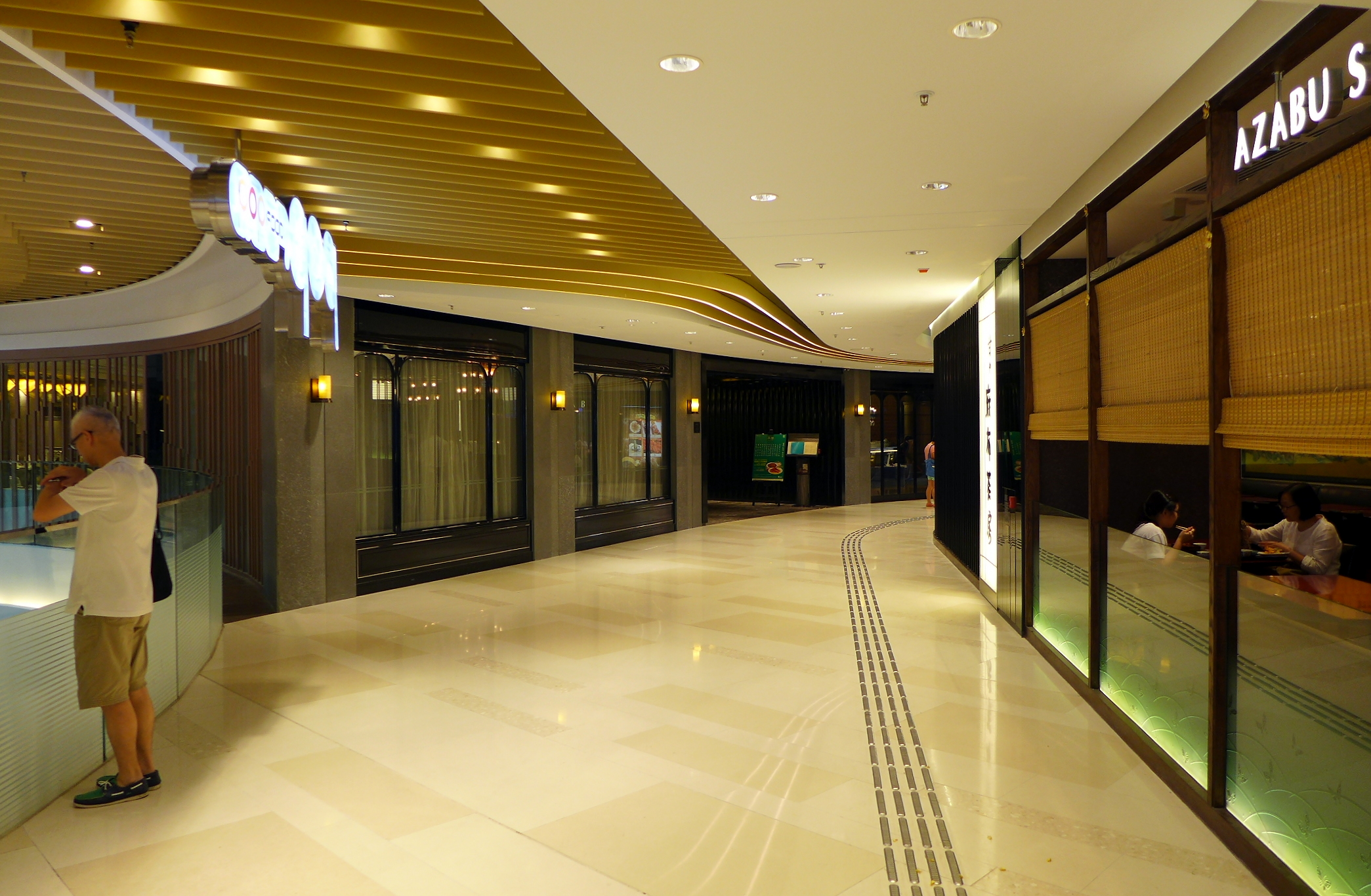
PopFOOD食肆

- 二樓 PopFOOD（不屬於PopCorn商場管理範圍）

東面部份原打算作九龍東皇冠假日酒店食肆用途，不過最終計劃擱置。其後該部份重新間舖，引入美心旗下的「翠園」，敦豪集團旗下的「紅樓」（已結業）、麻布茶房（已結業）及Grill n More（已結業），並於2014年12月開業。升降機大堂設在一樓近天晉2天橋。而該範圍的管理和租務是由新鴻基地產負責管理。由於PopFOOD不屬於PopCorn商場管理範圍，因為該處消費不能享有PopCorn商場泊車優惠，駕車顧客需要停泊PopDeli/PopFOOD專用停車場，或將軍澳中心停車場，才可享有泊車優惠。

### PopCorn 2

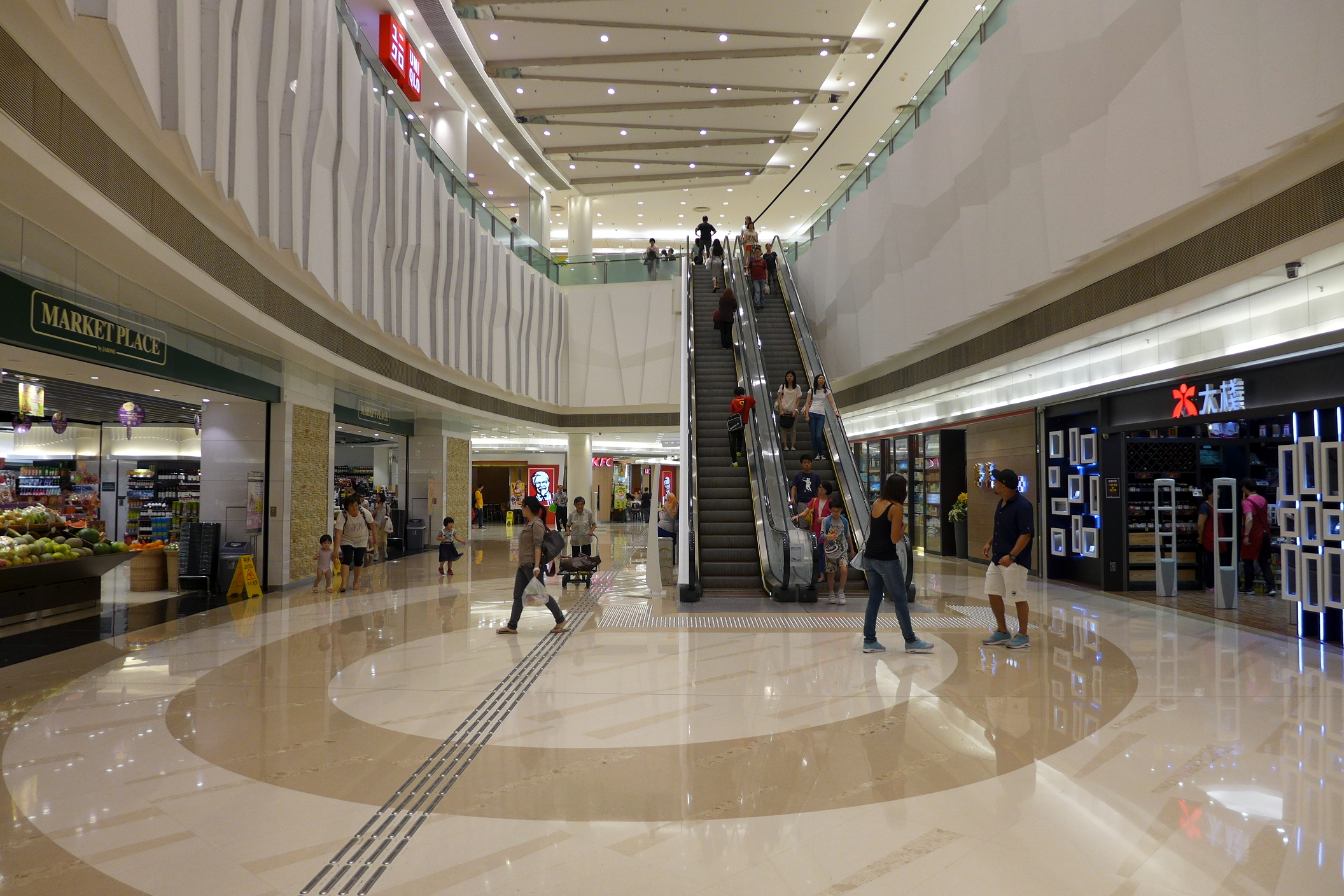
二期商場翻新後中庭

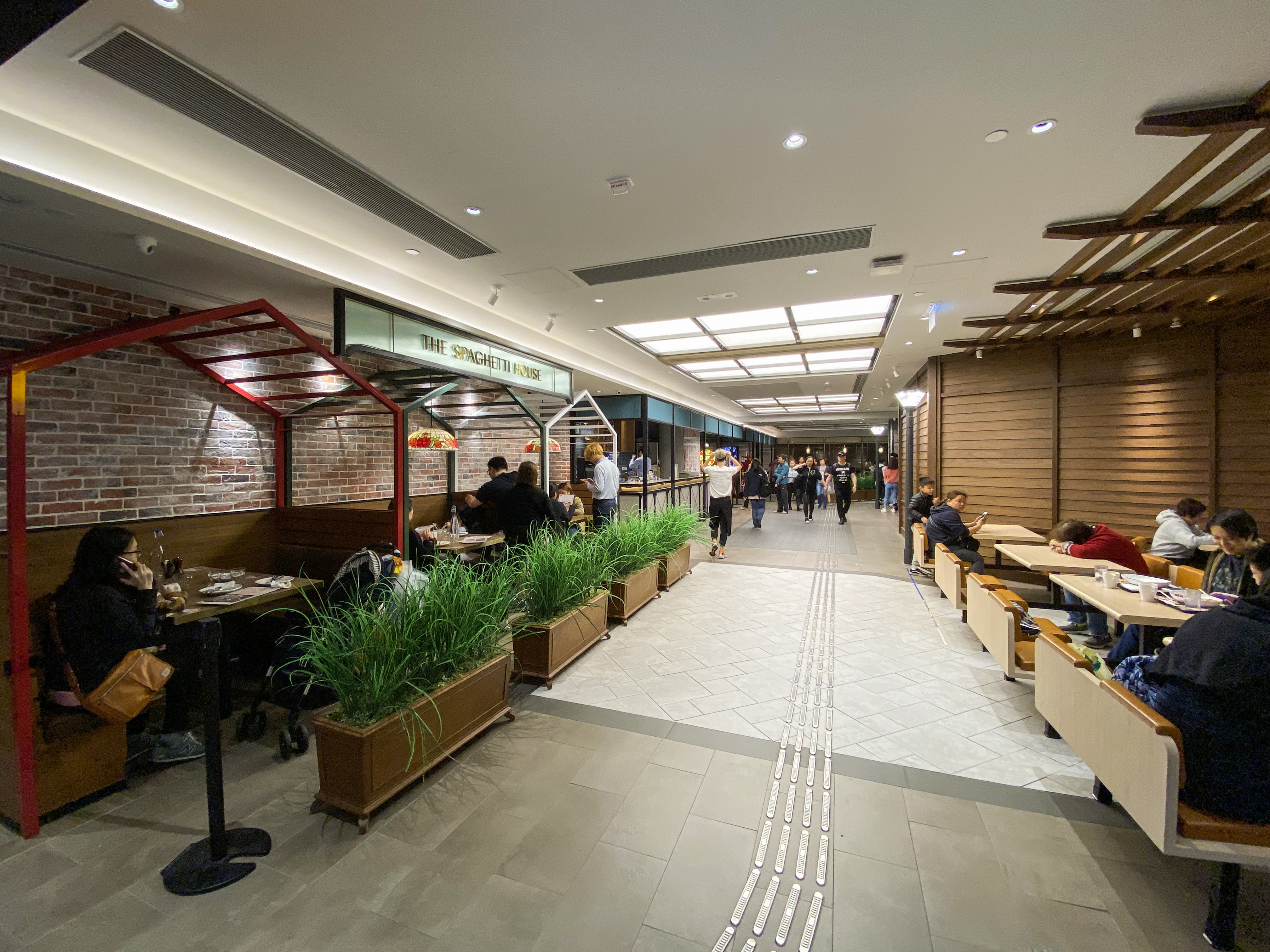
地下餐廳為大家樂集團旗下的品牌，包括意粉屋

二期原稱君薈坊（The Edge），佔地14,502平方米（約156,000平方呎），於2006年10月開業，約有71間商舖。隨著一期商場營運後，港鐵公司將君傲灣基座商場「君薈坊」和天晉基座商場合併營運，並於2012年9月起進行重組商戶組合，同年11月商戶重組完成，情況類同荃灣如心廣場商場及元朗形點。
- 地下

為高級超市Market Place by Jasons、大家樂、意粉屋、米線陣、上海姥姥、數間地產代理、大新銀行(已結業)、恆生銀行(已結業)、中國銀行(已結業)、著名蔘茸海味藥材店東方紅(已結業)及大盞燕窩(已結業)等。
- 一樓

商戶重組後已開設Manning Baby、YMK(已結業)、謝瑞麟(已結業)、六福珠寶、Mini Car童裝專門店(已結業)、莎莎化妝品專門店、Joy & Peace女裝鞋專門店(已結業)、BELLE(已結業)、Italian Tomato(已結業)、Kipling 手袋專門店(已結業)、CSL、豐澤、衛訊及UNIQLO。
商場翻新工程於2013年10月展開，2014年完成。商場設有兩條冷氣行人天橋連接將軍澳廣場，並可前往將軍澳運動場。商場亦設有君傲灣住戶入口。

## 商戶
PopCorn一期設多間首次進駐區內的商戶，包括生活百貨店LOG-ON、agnès b.旗下的Sport b.及agnès b. Café LPG、i.t 旗下的b+ab(已結業)、tout à coup(已結業)、fingercroxx(已結業)、:CHOCOOLATE(已結業)、ete!(已結業)；化妝品店包括Clarins(已結業)、Dior、Estee Lauder、Lancóme(已結業)、SK-II(已結業)、The Body Shop、法國Melvita護理店(已結業)等。
時裝店主要以本地時裝為主，包括TOUGH Jeansmith(已結業)、Salad(已結業)、area0264、initial、mi-tu、PIT、another、Playlord、charcoal grey、Staccato、FX-Creation、extravaganza及bossini(已結業)。其餘品牌包括日本時裝Lovedrose(已結業)、Adidas、Timberland(已結業)、Porter(已結業)及Palladium(已結業)軍鞋店。
珠寶及首饰店，包括Morellato(已結業) 、周生生、周大福、九龍錶行(已結業)及Seiko(已結業)；其他商戶包括眼鏡88、亮現點 boutique(已結業)、商務印書館(已遷往將軍澳中心)及CD Warehouse(已結業)。
食肆包括Burger Republic、芽莊越式料理、譽居、添好運點心專門店、小王牛肉麵(已結業)、翡翠拉麵小籠包及悅翠堂粥麵(已結業)、Greyhound Cafe(已結業)、茶木‧台式休閒餐廳、California Pizza Kitchen(已結業)、麵包新語（Bread Talk）(已結業)、土司工坊（Toast Box）、GODIVA、Starbucks及奇華餅家、東海堂(已結業)、翠園、美心香港地(已結業)、simplylife、莆田、亞參雞飯。
此外，將軍澳區第二間戲院The Star Cinema亦設在一期。

### 連鎖集團於商場分佈
- 新加坡面包新語集團旗下土司工坊
- 大家樂集團旗下大家樂, 米線陣、意粉屋、上海姥姥
- 怡和洋行旗下Starbucks、翠園、Market Place by Jasons、萬寧、肯德基、Paper Stone Bakery(已結業)、simplylife、香港地(已結業)
- agnès b旗下SPORT b., agnès b. CAFÉ L.P.G. & agnès b. DÉLICES 及agnès b.VOYAGE(已結業)
- 歐舒丹旗下L'OCCITANE.、Melvita(已結業)
- 寶光實業旗下City Chain、「眼鏡88」
- 歐萊雅旗下The Body Shop
- 雅詩蘭黛公司旗下Estee Lauder、Clinique
- 百麗國際、旗下Staccato、美麗寶(已結業)
- 羅氏針織旗下bread n butter(已結業)
- VF Corp旗下The North Face、Timberland(已結業)

## 推廣
針對商場以年輕中產定位，PopCorn在2012年3月開業前安排花車於各區巡遊推廣及邀請歐陽靖為宣傳大使，設計主題宣傳歌曲，更計劃聘請大專生於網絡作三個月宣傳。
商場開幕後，逢星期六於1樓商場主中庭位置舉行免費音樂會 PopCorn Music Bar，以吸引更多人流。
另外商場亦設有消費獎賞計劃PopFans Smart，顧客在場內大部份商戶消費可儲Pop Stars分數，儲滿一定分數可換領現金券或其他禮品。

## 事件

### 繁忙時間嚴禁送貨
中午十二時至下午兩時半及下午六時至八時半在商場內嚴禁運送貨物。

### 假天花倒塌

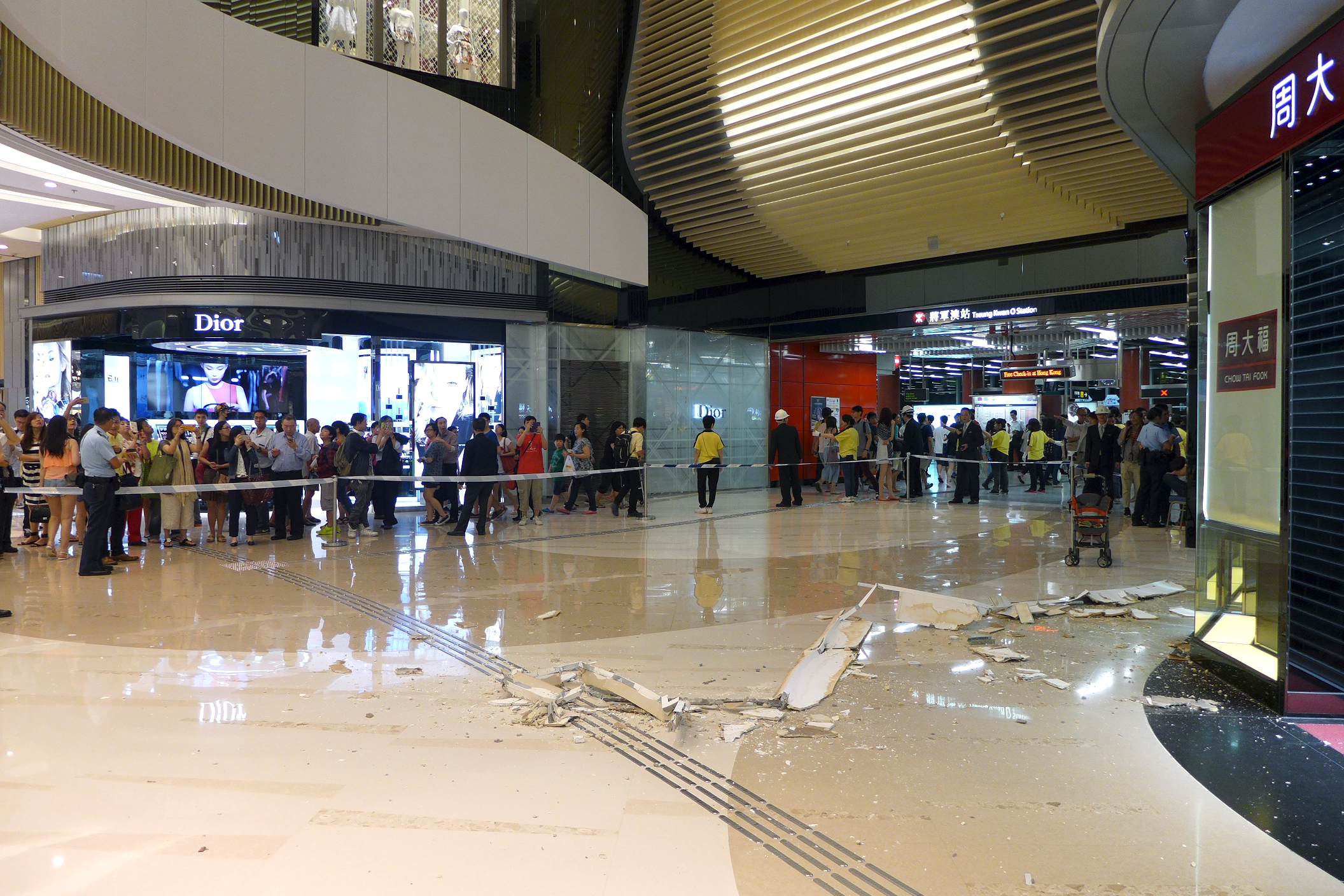
商場內周大福對開的假天花倒塌後，商場保安及警察封鎖現場調查

2015年8月20日傍晚6時許，PopCorn商場內周大福對開一幅4米乘6米的假天花突然塌下，一名母親帶着兩兒子走避不及被壓中。母親手臂受傷，6歲大兒子手部受傷、而兩歲大兒子則頭受傷。救護員趕至，作初步包紮後，將3人送院治理。商場保安及警察為防再有假天花塌下，封鎖現場調查，通往將軍澳站C出入口的通道只餘下約3份1闊度，加上適逢下班時間，導致現場非常擠迫。

#### 民建聯爭取賠償 海報出錯
事後民建聯區議員莊元苳隨即於附近貼上海報，促請港鐵立即全面檢查天花確保市民安全。不過有眼利網民發現宣傳海報中，誤將PopCorn商場錯印成「PornCorn」，笑指民建聯為當區成功爭取「色情粟米」。有網民笑指：「莊議員，平時上得太多pxxn.com!!手快過腦，打咗出嚟！」

### 2019年反對修訂逃犯條例運動期間

#### 美心旗下餐廳被破壞

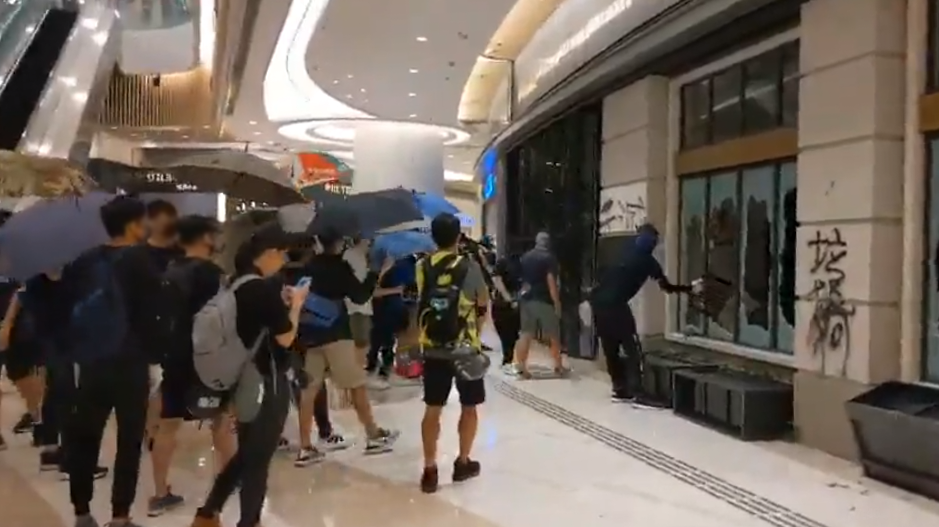
身穿黑衣的示威者破壞美心旗下simplylife餐廳的玻璃

2019年10月7日，市民在商場內聚集叫喊口號、唱《願榮光歸香港》，期間有身穿黑衣的示威者破壞美心旗下simplylife餐廳的玻璃，並入內進行破壞，防暴警察在商場外制服多人。一批市民指罵警員和要求他們交代拘捕原因，防暴警員開槍及施放催淚彈。

#### 防暴警察衝入商場制服多人

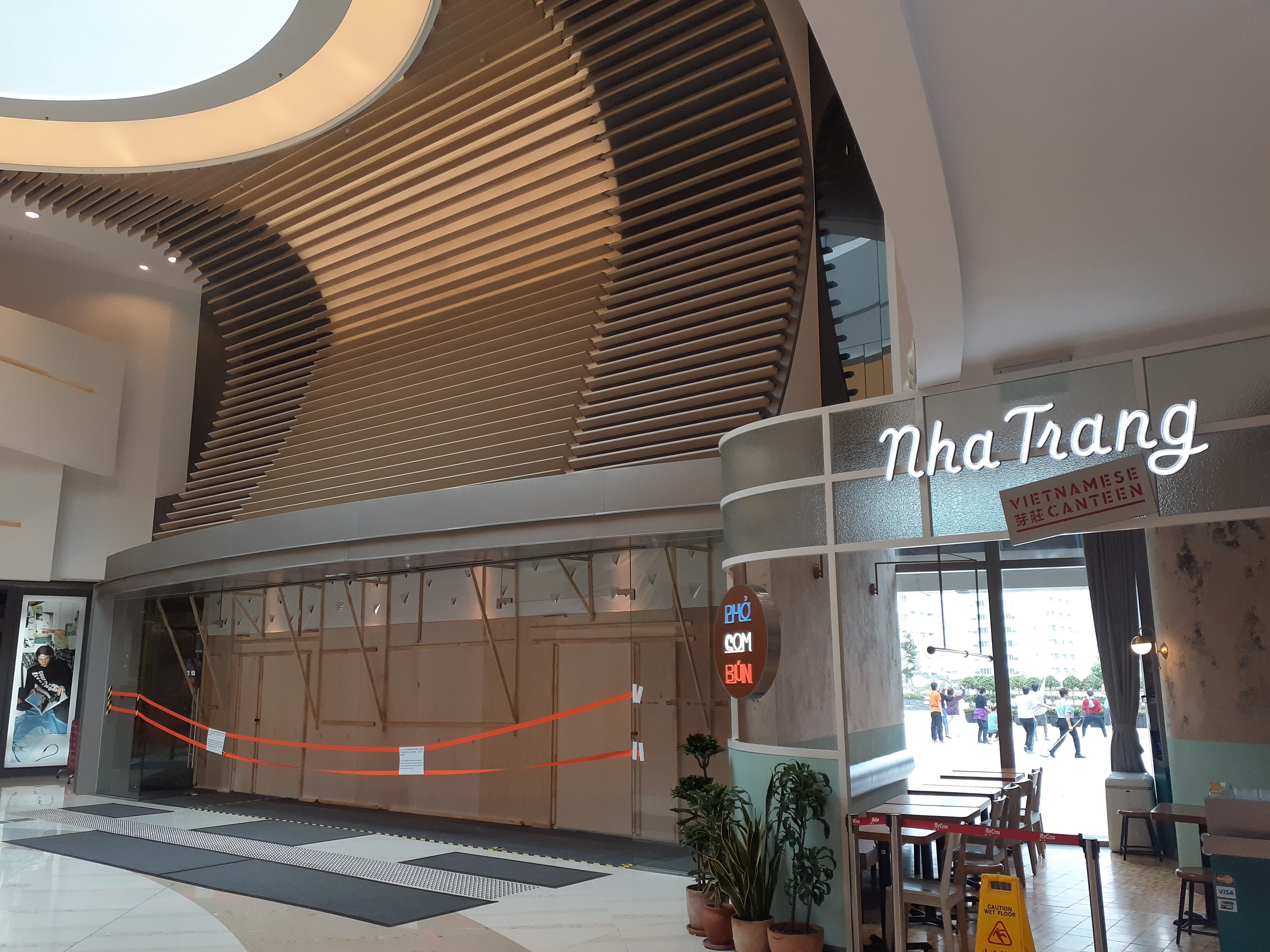
商場出入口玻璃門被人破壞，管理公司用圍板圍封（2019年11月）

2019年10月13日，多區發起「SUCK神獸罷鷲」行動，當數名蒙面黑衣人破壞Starbucks後，防暴警突然衝入商場1樓拘捕4人，包括一名街坊裝，在將軍澳醫院工作的醫生。有圍觀的市民包圍及指罵警員濫捕，直斥警員是「黑社會」。而警員以胡椒噴霧指向場內的市民。
2019年11月10日下午近4時，示威者破壞優品360招牌和撕下門外告示後，一批防暴警察衝入商場，其後撤退到港鐵將軍澳站外戒備。無人被捕。

#### 市民悼念陳彥霖逝世一週年 警察衝入商舖帶走一人

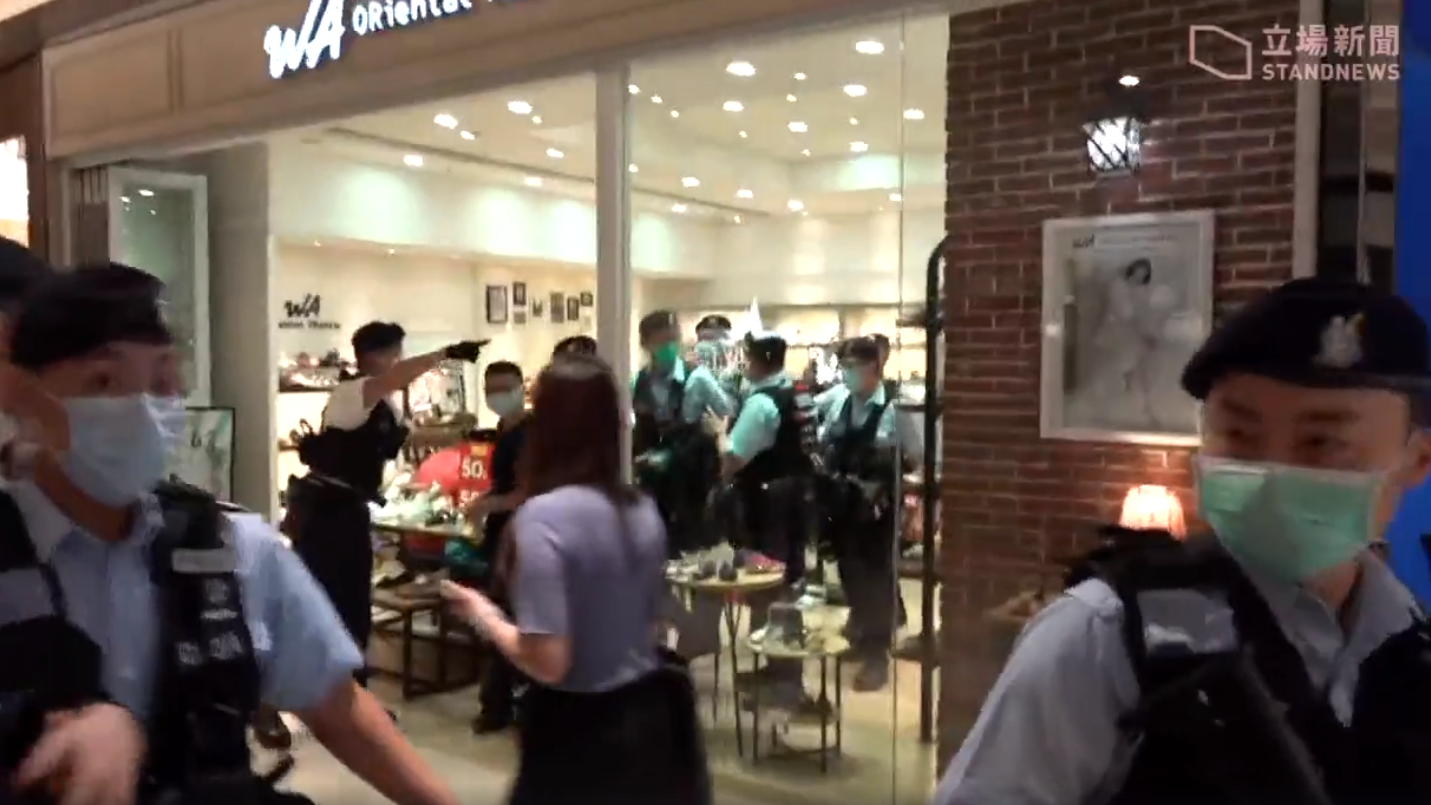
2020年9月22日為陳彥霖逝世一週年，第二代「美國隊長」在商場一間鞋店內被多名警員制服並帶走

2020年9月22日晚上，市民在將軍澳悼念陳彥霖逝世一週年。傍晚6時半，一名市民在商場內高叫口號，大批便衣警員在場監視。到晚上7時16分，大批軍裝警員突然衝入商場內的一間鞋店內制服一人，期後被帶走。其後再有大批警員到商場內增援，要求在場拍攝的記者進行截查。

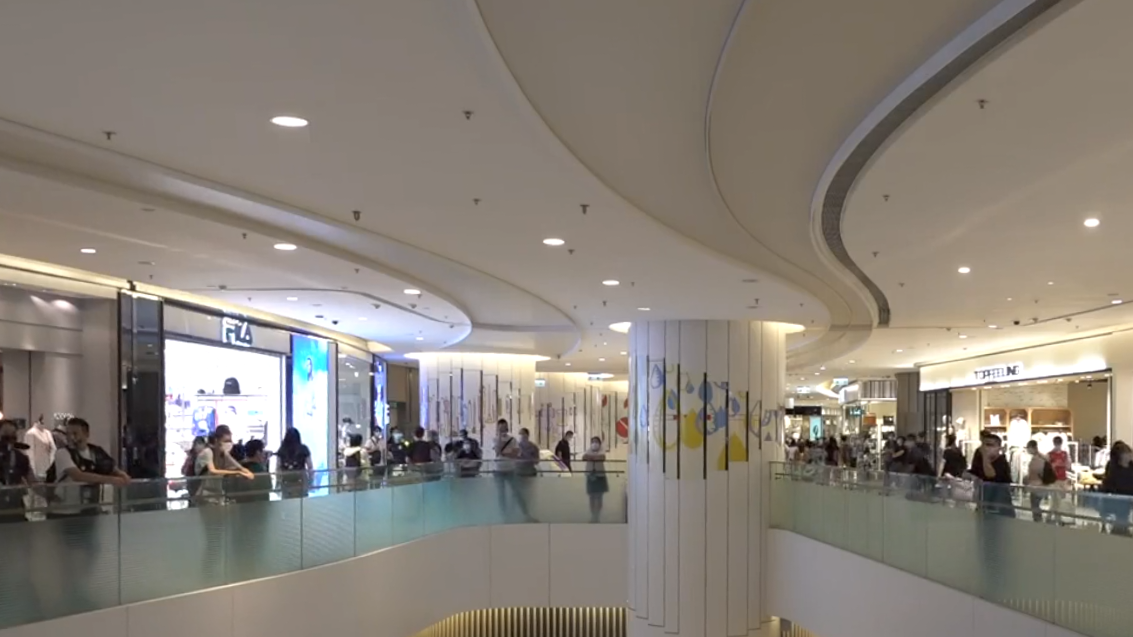
有市民在商場內高叫口號
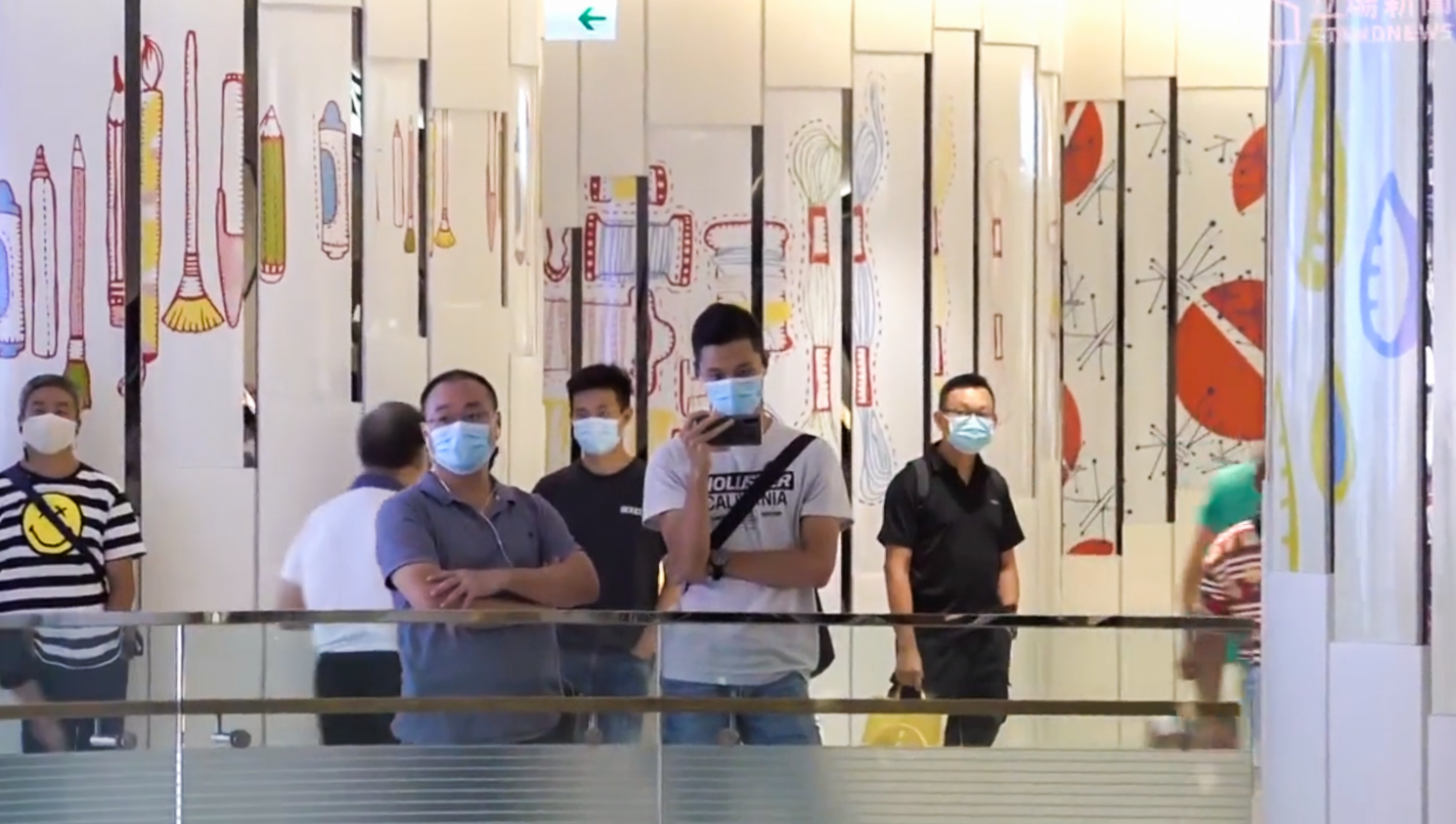
多名便衣警員在商場內監察
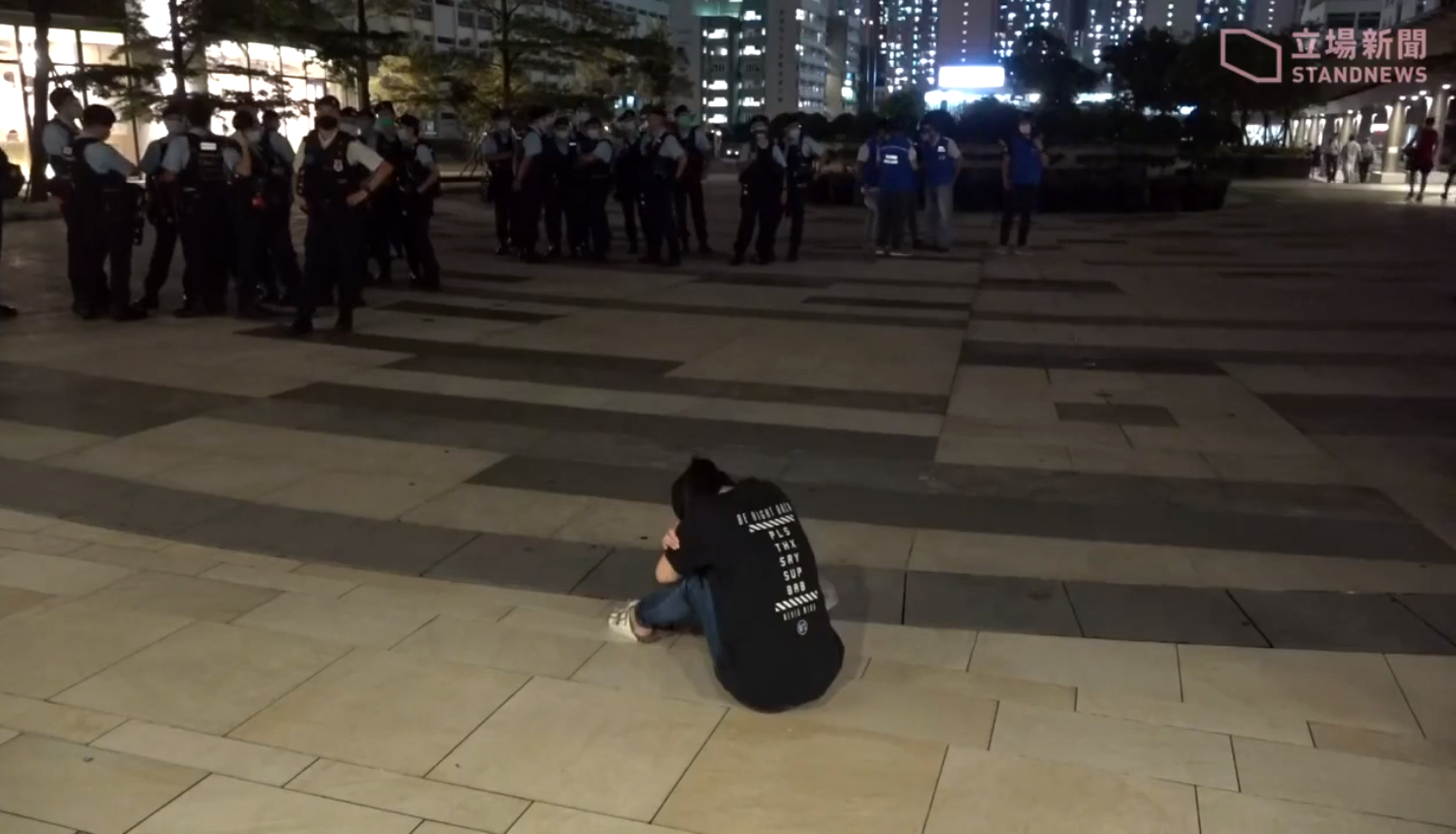
一名女子在商場外的廣場坐在地上哭，但警員未有理會
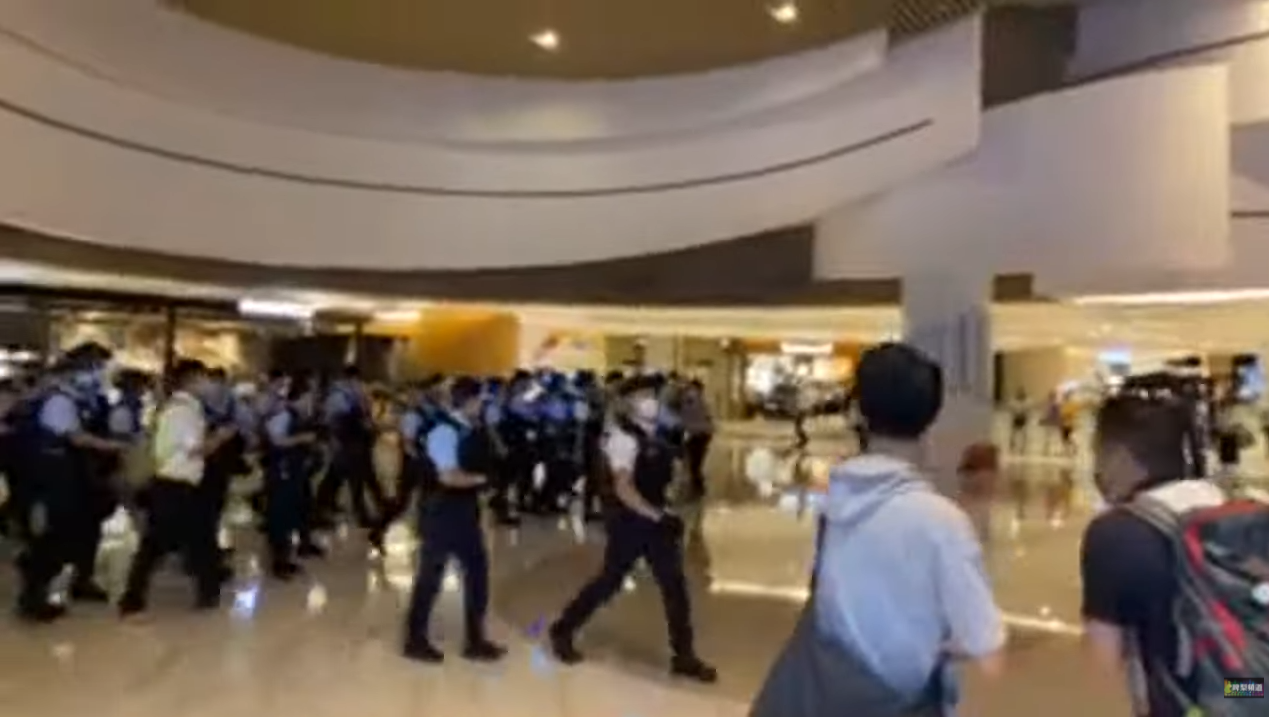
大批軍裝警員在商場內增援
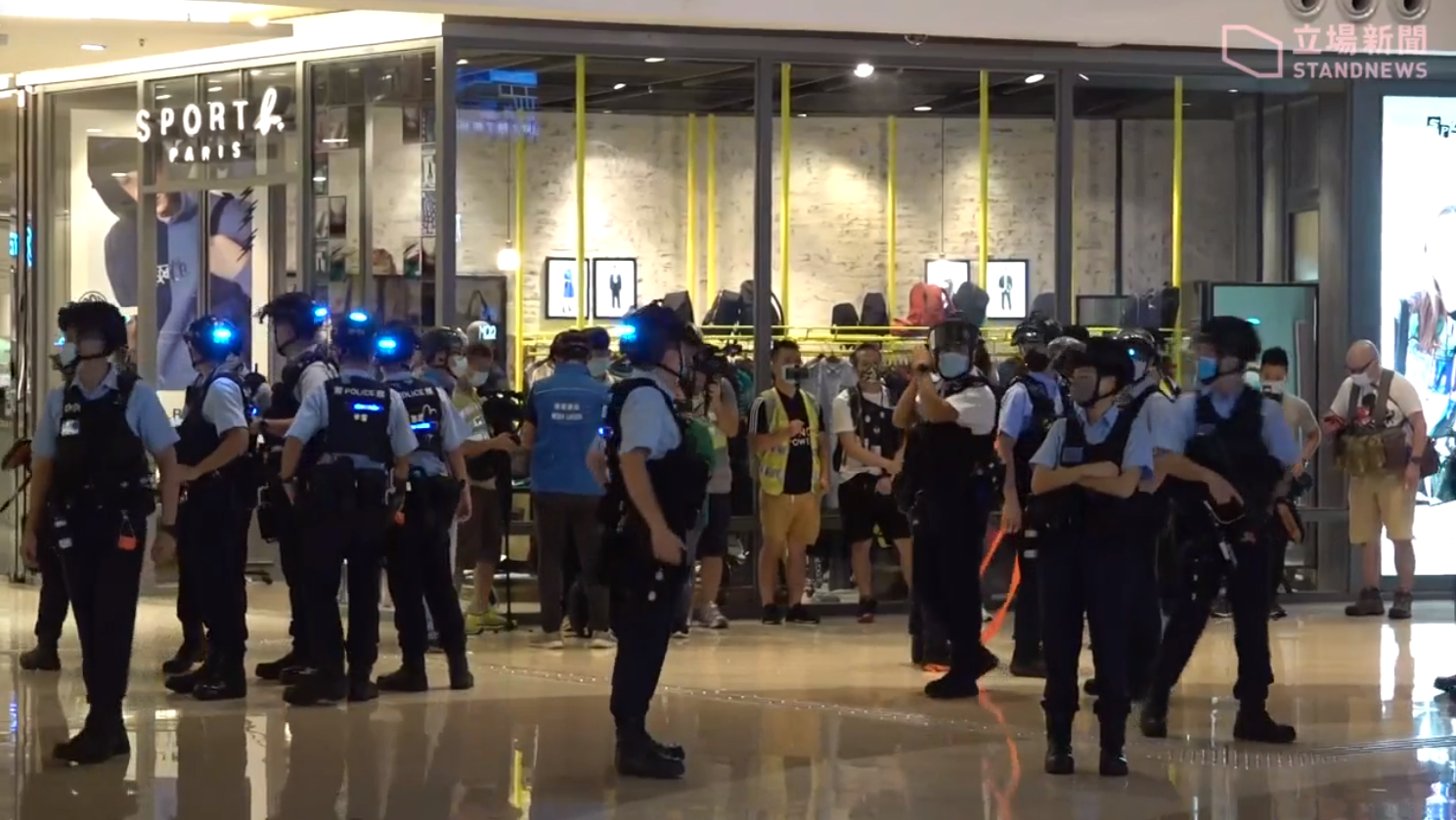
警員到場後，拉起橙帶截查記者

## 鄰近
- 尚德邨、廣明苑
- 君傲灣
- 將軍澳中心
- 將軍澳廣場
- 寶盈花園
- 富康花園
- PopWalk
- 彩明苑